# Anoia
|  | Aquest article tracta sobre la comarca de l'Anoia. Vegeu-ne altres significats a «Anoia (desambiguació)». |

L'Anoia és una comarca de Catalunya, situada al Penedès. Es troba a la zona sud-oriental de la Depressió Central, i el lloc més alt de la comarca és Sant Jeroni a 1.237 metres d'altitud, a Montserrat. Es troba als vessants dels rius Anoia i Llobregós. La seva capital i ciutat més poblada és Igualada. Aquesta és travessada pel riu Anoia principalment a través de l'anomenat barri del Rec.
Amb una població de 120.738 habitants (2019), és la tercera comarca més poblada del centre del país. Més de la meitat de la seva població viu al centre (a la zona de la conca d'Òdena) i al sud (a la zona penedesenca de la comarca, la rodalia de Piera), i en canvi, la zona septentrional és la més despoblada i muntanyosa, en la comarca coneguda com a Alta Segarra, al voltant del municipi de Calaf –inclosa a la vegueria de la Catalunya Central–, on a tot estirar hi viuen unes 6.000 persones.
L'economia de la comarca gira al voltant de l'agricultura i la indústria, amb extensions de conreu predominantment de secà, però també d'olivera, d'ametller, d'avellaner i vinya. La indústria de la comarca destaca en el tèxtil, el cuir i la indústria paperera, seguides per la metal·lúrgica, el sector alimentari i la construcció. Altres activitats econòmiques destacades són la ramaderia, sobretot la porcina i l'avicultura. Fins a finals del segle xx hi va haver mines de carbó i lignit a la comarca, situades a la rodalia de Calaf.

## Geografia

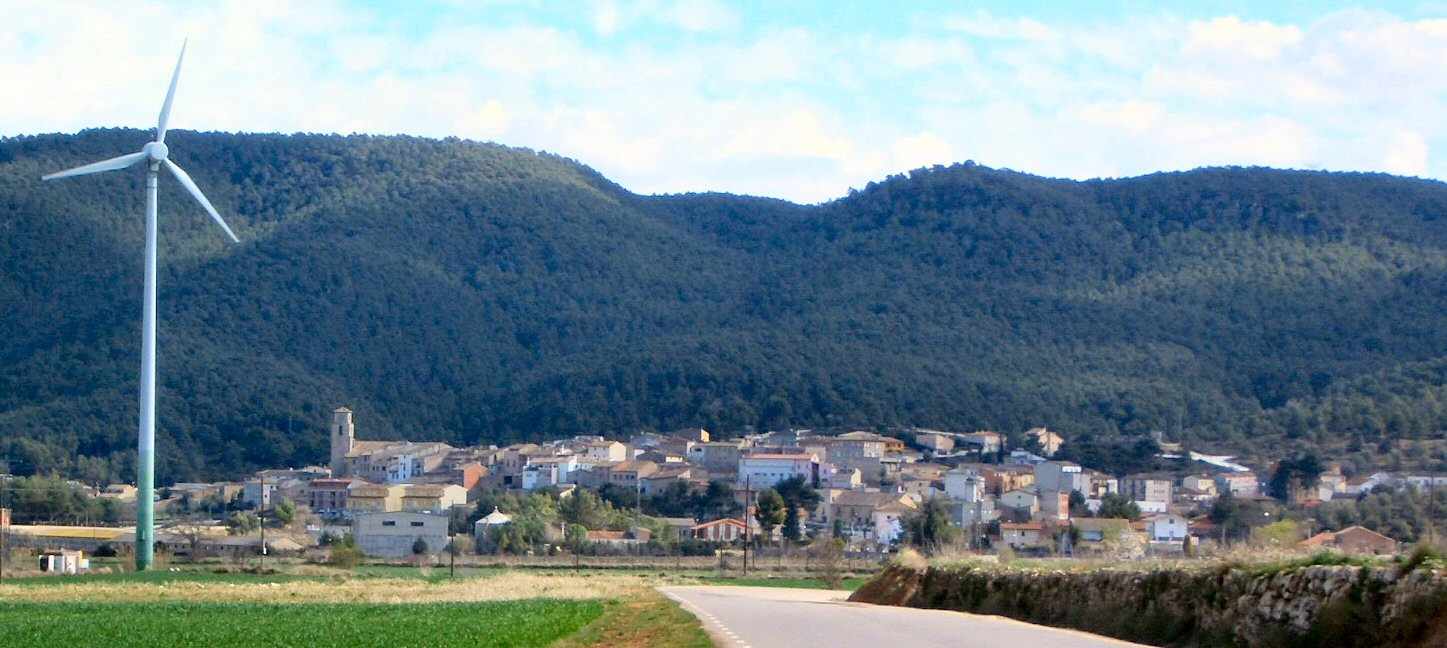
La Llacuna

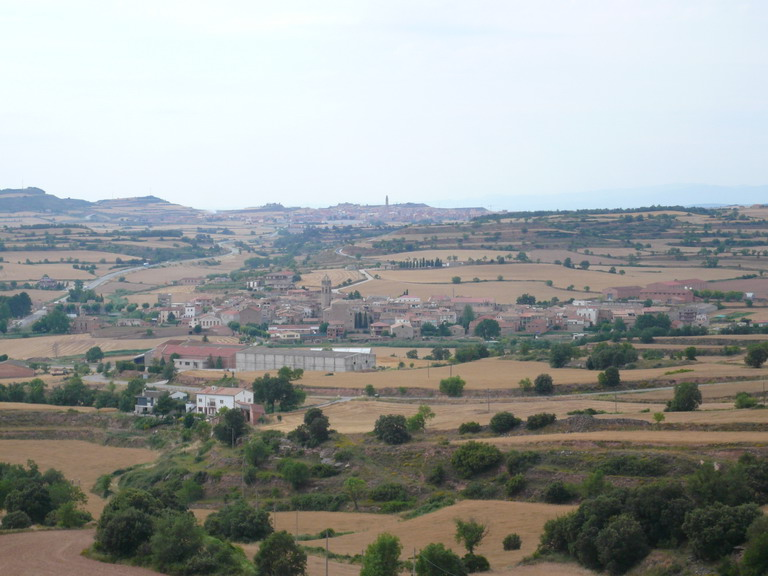
Prats de Rei (en primer terme) i Calaf (al fons) vistos des de La Manresana

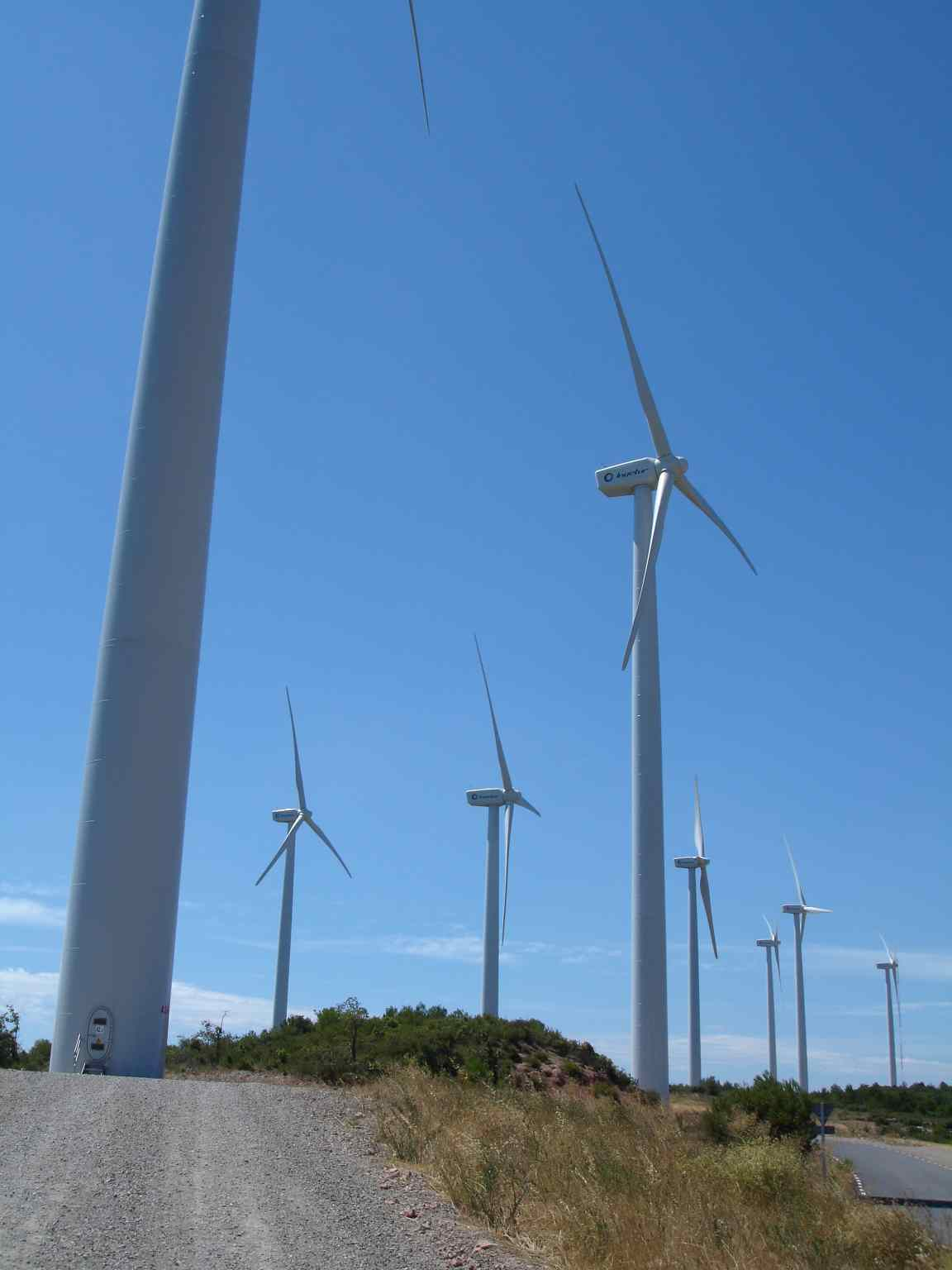
Parc eòlic de Rubió

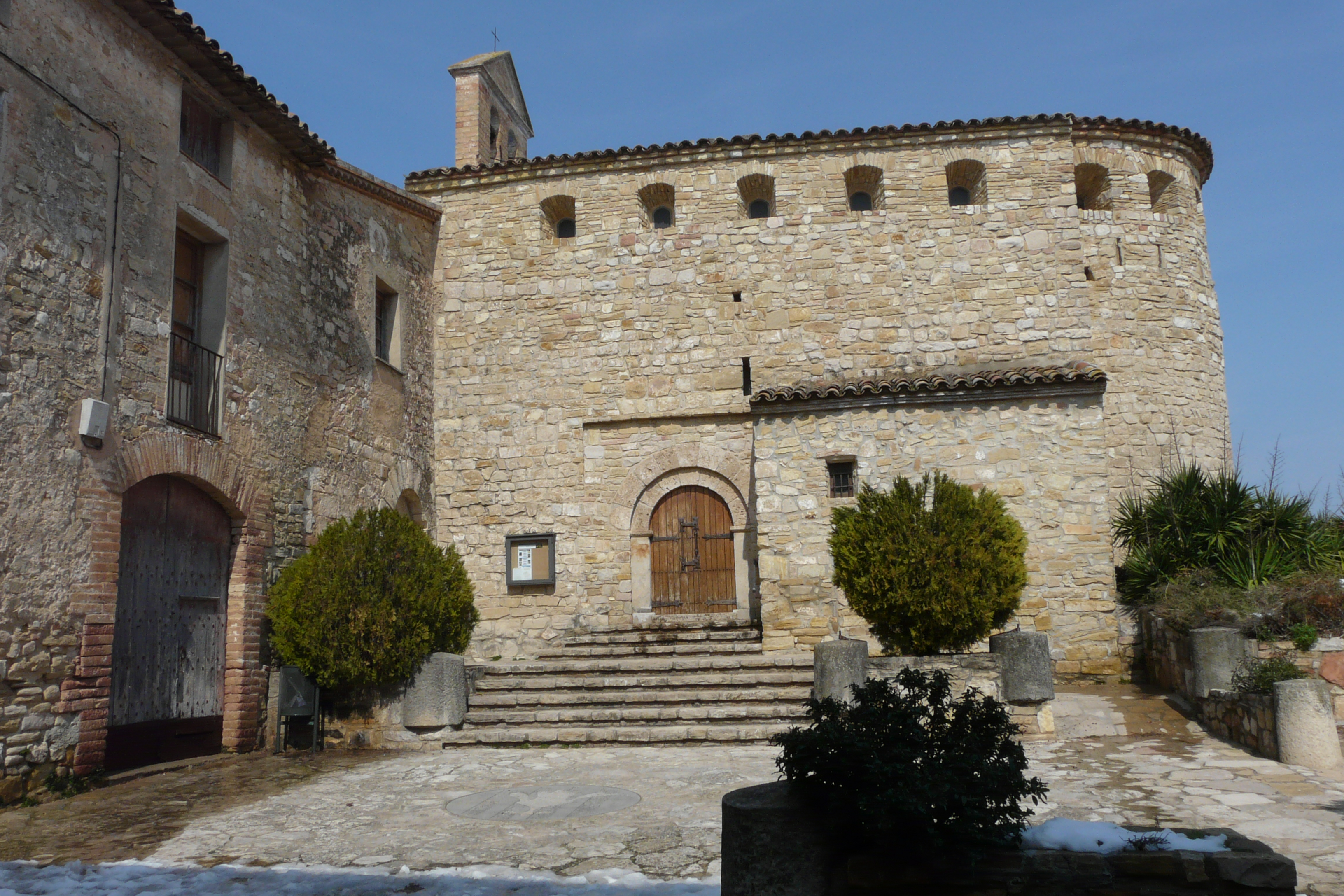
Església romànica de Sant Salvador de Vilanova d'Espoia

Limita al nord amb el Solsonès; a l'oest amb la Segarra, la Conca de Barberà i l'Alt Camp; al sud amb l'Alt Penedès, i a l'est amb el Baix Llobregat i el Bages.
La comarca actual difereix lleugerament de la considerada fins fa uns anys, resultat de la divisió comarcal de 1936 reformada el 1987. Per una llei de gener de 1990, la Generalitat de Catalunya modifica els límits d'algunes comarques, entre les quals hi ha l'Anoia. El municipi de La Molsosa, de 26.72 km² i amb una població de 135 habitants (1968), se segrega de la comarca de l'Anoia i s'agrega a la comarca del Solsonès. El municipi de la Molsosa és situat a cavall de les comarques de l'Anoia, Solsonès i Bages, a ponent de la serra de Castelltallat.
La comarca es constitueix en tres unitats geogràfiques bàsiques; la Conca d'Òdena, situada a la part central, l'Alta Segarra i el Pla de Montserrat, que és la part que limita amb el Baix Llobregat a partir del "congost de Capellades" o zona de transició entre el Penedès, la vall del baix Llobregat i el Vallès. Fora d'aquestes tres unitats trobem el Bruc, que es troba una vegada passat el Port del Bruc, i la Llacuna, entre Montserrat i el Pla de Montserrat.
La meitat nord conforma l'Alta Segarra, part de la qual no vol pertànyer a l'Anoia sinó a aquesta comarca històrica, i orbita vers Cervera i Manresa, mentre que el terç sud-est de l'Anoia, la rodalia de Piera, pertany al territori històric del Penedès.

### Relleu
L'Anoia és part de la Depressió Central catalana, en la franja de contacte amb la Serralada Prelitoral. Al seu fons s'ha format una de les típiques conques d'erosió modelades sobre materials tous dipositats durant l'Eocè. Les aigües de l'Anoia i dels seus afluents han arrencat part d'aquests materials tous (margues blaves, argiles), tot formant xaragalls, que dificulten l'ocupació agrícola. El conjunt del fons de la conca d'erosió té un aspecte planer, encara, que en detall apareix com un relleu accidentat pels xaragalls i barrancs.
L'entorn de la conca és constituït per materials més durs (calcàries, gresos, conglomerats), més resistents a l'erosió. Les serres, vistes des d'Igualada, apareixen força abruptes. És un relleu que forma costers coronats per cingles. No són altra cosa que testimonis d'antics nivells que assolien les terres de la Depressió Central. Alguns són relleus poc enlairats, però bons miradors de la comarca, com la tossa de Montbui (519 m), a l'extrem del qual hi ha el castell de Montbui i l'església de Santa Maria de la Tossa. També és un bon mirador la comarca la Còpia de Palomes (837 metres), situat a la Serra de Rubió.
La muntanya més alta de la comarca és el cim de Sant Jeroni (1.236 metres), situat a la Muntanya de Montserrat, seguit pel Puig Castellar (943 m, Serra de la Llacuna), el Turó de Boixadors (848 m, Serra de Castelltallat), i el de la Còpia de Palomes (837 m, Serra de Rubió).
La part septentrional de la comarca és formada per la calma de Calaf, una plataforma calcària situada a uns 700 metres d'altitud. Aquest altiplà es continua cap al sud-oest, tot formant l'Altiplà Central, fins a la serra de Brufaganya i serra d'Ancosa.

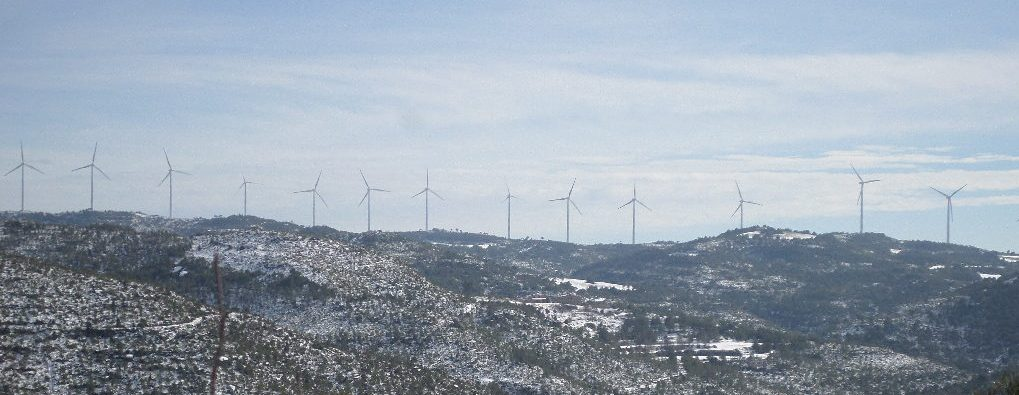
La Serra de Rubió, separa la Conca d'Òdena de l'Altiplà de la Segarra.

Al nord-oest hi ha la Serra de Rubió, que es presenta com un gran coster que separa la conca d'erosió i l'altiplà de Calaf. En aquesta accidentada serra hi ha cims destacats amb alçada, com ara la Còpia de Palomes (837 m) o Les Tres Alzines (831 m). Al sud-est hi ha la Muntanya de Montserrat, on els conglomerats molt consolidats han resistit a l'erosió, tot donant lloc a formes tan capritxoses com les que trobem en la regió d'Agulles. La serra de Montserrat acaba bruscament i passa a relleus més suaus, fins als turons i plans de la conca de l'Anoia. Entre Montserrat i el curs del riu Anoia hi ha una sèrie de turons formats sobre roques paleozoiques (pissarres). El to més fosc d'aquestes roques és clarament perceptible en els turons del Bruc i cap a Fembra Morta. Entre el curs del riu Anoia i la serra d'Ancosa dominen els materials triàsics amb gresos, margues i calcàries. Al sud d'aquestes serres s'inicia la plana de la Depressió del Penedès.
Les principals unitats de relleu són:
- Serra de Rubió (amb un parc eòlic)
- Serra de Miralles
- Serra del Bruc
- Serra de la Llacuna
- Montserrat (el seu vessant sud-est, així, per exemple pertanyen a la comarca Sant Jeroni, però no la zona del monestir).[3]

### Rius

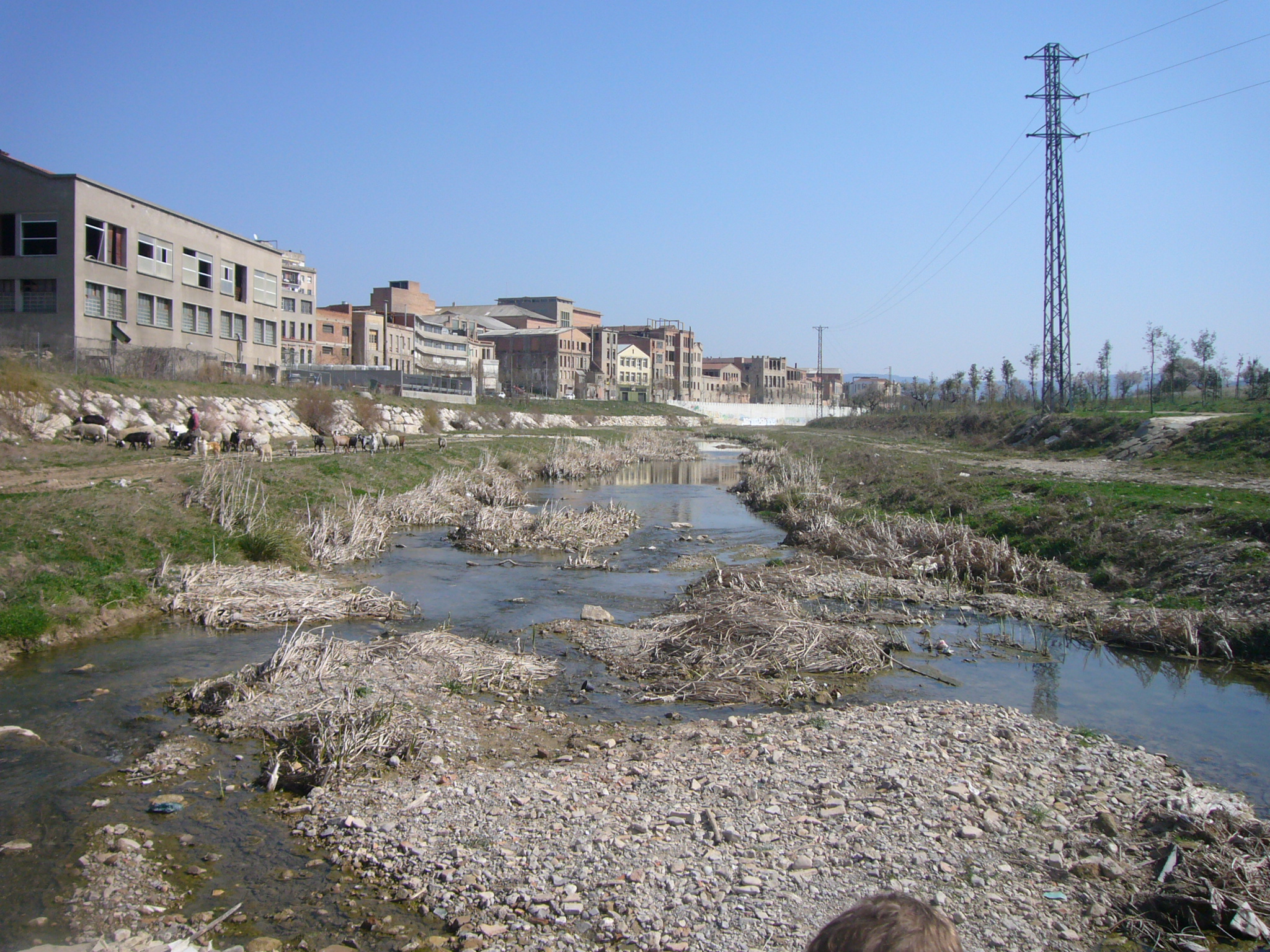
El riu Anoia al seu pas per Igualada (març del 2011)

L'Anoia no és pas l'únic riu que recorre la comarca. Pel nord trobem el Llobregós, que recull les aigües d'un sector de l'altiplà de Calaf, cap al Segre. La capçalera de la riera de Rajadell, afluent del Llobregat, penetra pel sector nord-est, també a l'altiplà de Calaf. al sud-oest, el Gaià entra a la comarca amb la conca de la riera de Bellprat.
L'Anoia recull les aigües de bona part de la comarca mitjana els seus nombrosos afluents. Destaquen les rieres de Clariana, Tous i Carme per la dreta, i el riu Òdena i la riera de Castellolí per l'esquerra. Les dimensions petites de la conca hidrogràfica i l'escassetat de les precipitacions fan que el cabal de l'Anoia sigui molt reduït. Malgrat tot, un aprofitament intensiu de les seves aigües ha permès, des de molt antic, la instal·lació de nombrosos molins paperers, drapers i fariners i diverses adoberies, punt d'arrencada de l'actual activitat industrial de la comarca.

### Clima
El clima de l'Anoia és mediterrani continental subhumit i de tipus Prelitoral Central al sector Prelitoral. El conjunt de serres de la Serralada Prelitoral dificulta l'entrada de l'aire temperat marítim procedent de la Mediterrània. Al fons de la conca es formen sovint boires a les matinades fresques i calmoses d'octubre a abril. Els estius són secs i calorosos, sobretot a la part meridional; a l'Altiplà Central i a la calma de Calaf el clima és en general més fresc. Els hiverns són frígids amb glaçades freqüents, sobretot a la zona de l'Alta Segarra, on de vegades també hi neva. No hi glaça de juny a setembre.
Les temperatures mitjanes anuals oscil·len entre 11 i 15 °C, més baixes als vessants enlairats i altiplans, sobretot a la calma de Calaf. Els hiverns són freds a bona part de la comarca, amb mitjanes d'uns 6 °C, i frígids al nord amb mitjanes de 3 °C. Els estius són calorosos, entre 22 i 24 °C de mitjana, causant una amplitud tèrmica anual elevada.
Les precipitacions són en general escasses; de mitjana la precipitació anual oscil·la entre els 550 mm al nord i els 650 mm a l'àrea de Montserrat i la serra d'Ancosa. Les estacions plujoses són les equinoccials (primavera i tardor) i les seques són l'hivern i l'estiu. L'hivern, però, és clarament l'estació més seca a tota la comarca i la tardor la més humida. Només ocasionalment cauen precipitacions intenses (tardor). Al fons de la conca es registra el fenomen d'ombra pluviomètrica, que consisteix en el fet que hi plou menys que en les muntanyes de l'entorn.

### Vegetació

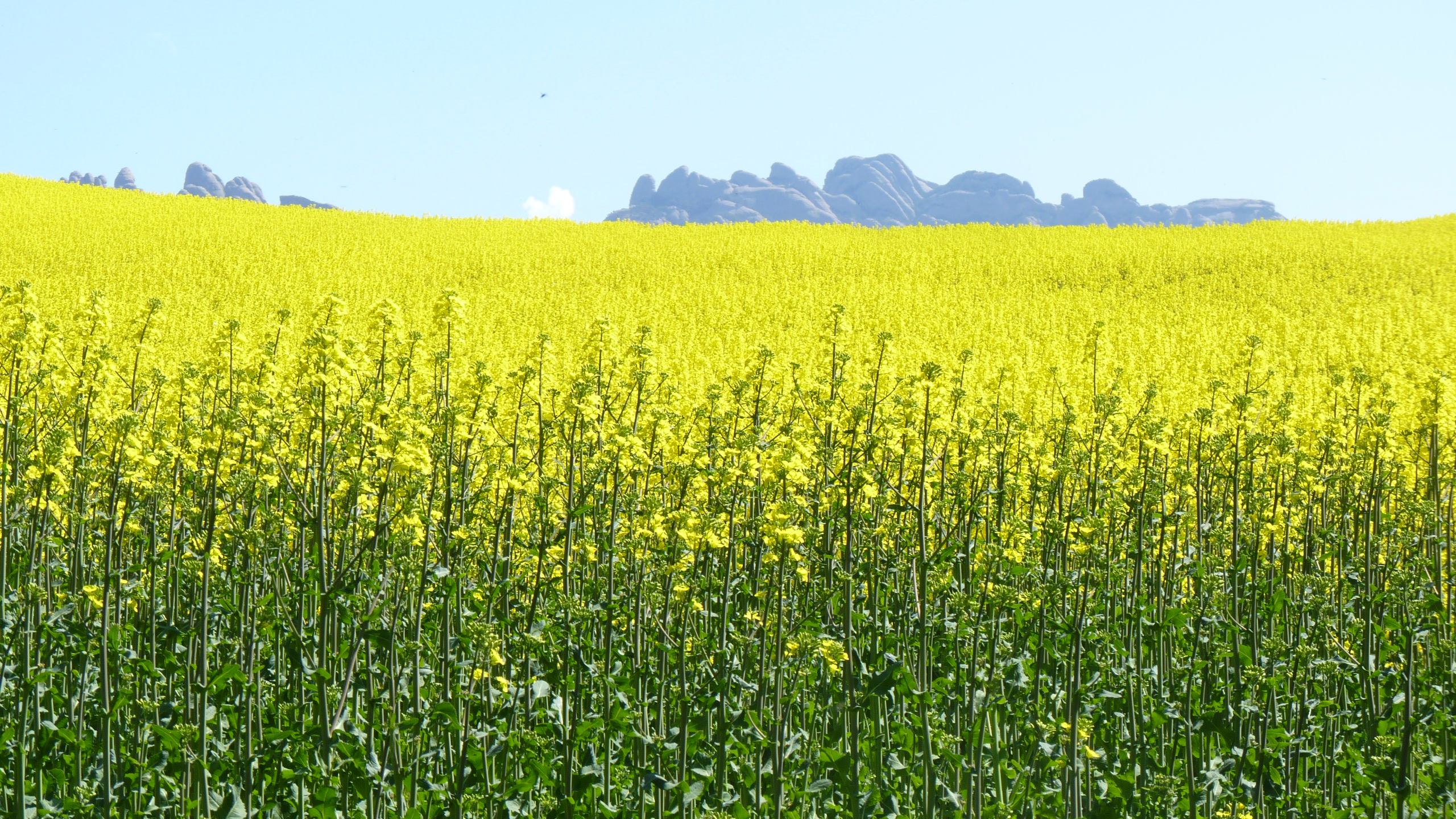
Camp de colza amb Montserrat al fons

El paisatge actual de l'Anoia és constituït sobretot per brolles i garrigues amb pins. La vegetació natural seria dominada per boscos d'alzina, carrasca i roure valencià. Hi ha una estreta relació entre el canvi progressiu del clima, d'un clima mediterrani d'influència continental, amb els canvis en la vegetació.
A la franja sud-est dominaria una vegetació d'alzinars, que arriben fins als cims de Montserrat. Progressivament les alzines són substituïdes per carrasques, arbre més ben adaptat a un clima més sec i contrastat. De fet, la carrasca seria l'arbre dominant en el paisatge natural de l'Anoia. Resten alguns fragments de carrascars en els vessants de les serres més seques que voregen la conca. A la calma de Calaf i a tota la franja que constitueix l'Altiplà Central, en contacte amb el Solsonès, la Segarra i la Conca de Barberà, la vegetació espontània estaria constituïda per boscos de roure valencià.
Els pins són els arbres dominants en la comarca. A les terres pròpies d'alzinars i carrascars hi ha el pi blanc. En els turons pissarrencs del sud de la comarca trobem algunes pinedes de pi pinyer. Al territori de roure valencià domina la pinassa. A l'Altiplà Central hi ha extenses superfícies de pinassa, sota la qual hi ha nombrosos peus de roure valencià. Aïlladament també hi ha algun pi roig a la zona de la Serra de Rubió i al nord de la comarca. És un bosc mixt que té una fisonomia variable segons el moment d'explotació.

### Fauna
Les espècies d'animals que hi ha a l'Anoia en abundància són el porc senglar, el conill de bosc i la guineu. De manera no tan abundant, també hi ha el cabirol a la zona del Bruc i de la Serra de Rubió, la cabra salvatge al massís de Montserrat, i també alguna mostela. Quant a les aus, les que habiten a la comarca són el pardal, el rossinyol, la perdiu, el picot, el falcó, el pit roig, etc.

## Història

### Prehistòria i primers temps

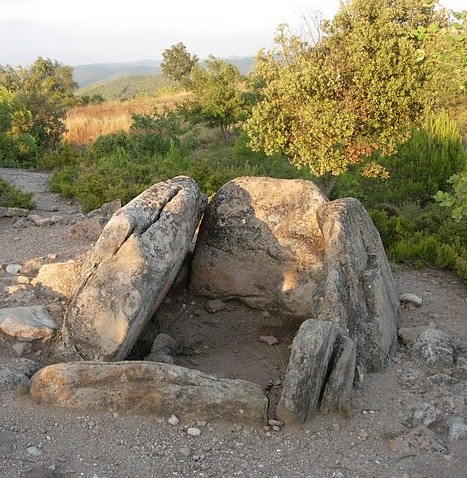
Dolmen dels Tres Reis a Rubió

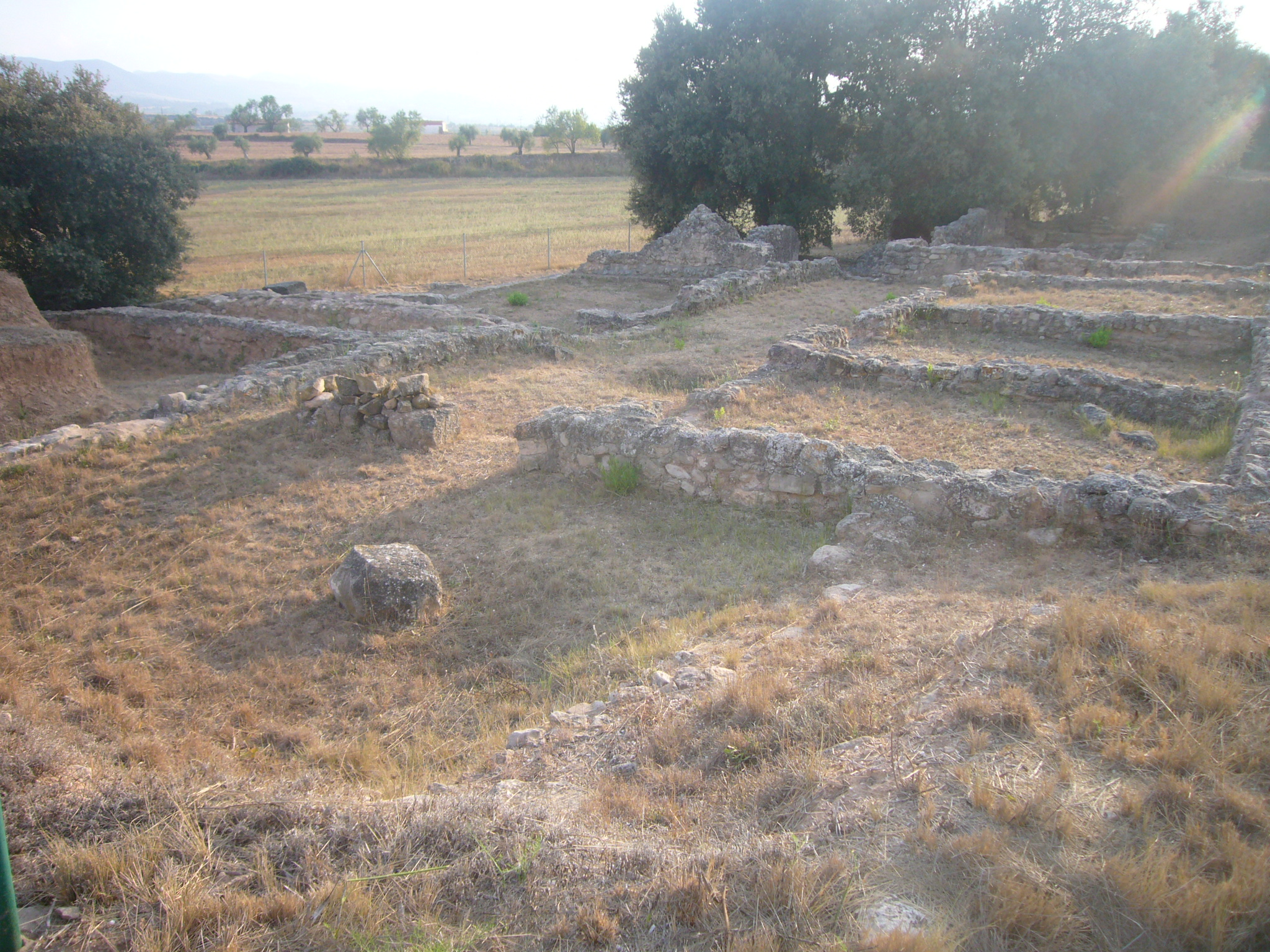
Jaciment arqueològic de la vil·la romana de l'Espelt

A les terrasses de la banda esquerra de l'Anoia, prop de Sant Jaume Sesoliveres, recentment s'ha descobert per la secció d'arqueologia del Centre d'Estudis Comarcals d'Igualada una indústria lítica del Paleolític inferior, que, si bé encara és en curs d'estudi, pot comptar-se entre les restes arqueològiques més antigues trobades a Catalunya. A Capellades l'any 1900 fou descoberta per Amador Romaní l'estació de la balma del Fossar Vell, coneguda com a Abric Romaní. És un antic habitatge de l'època paleolítica, amb un jaciment d'indústries mosterianes del Paleolític mitjà al nivell inferior, i del Paleolític superior.
De l'edat del bronze hi ha dues coves sepulcrals d'enterrament col·lectiu, al terme de la Torre de Claramunt, i darrere la muntanya dels Mollons, en el terme de la Pobla de Claramunt, així com dues cistes megalítiques, una la dels tres reis, a Rubió, i l'altra als Plans de Ferran, a Argençola. De la cultura hallstàttica s'ha trobat una urna bicònica amb decoració de solcs acanalats, pertanyent a un ritual d'incineració, a la Fou de Tous. També forma part d'aquesta mateixa cultura la cova de Mas Vilà, a Santa Maria de Miralles, i a la Roca del Frare, de la Llacuna, s'ha trobat una espasa de bronze, actualment conservada al Museu de Vilafranca del Penedès. A l'època ibèrica sembla que la contrada formava part de la tribu dels lacetans, bé que els indicis recollits no semblen suposar assentaments gaire importants. L'any 1935 es van realitzar prospeccions a l'estació ibero-romana del Vilar de Met, en el terme de Vilanova del Camí, amb una antiguitat que es remunta al segle iii aC, i recentment també s'han descobert construccions d'aquest període als Prats de Rei.
De l'època romana es pot notar l'existència de diferents nuclis de poblament, especialment establerts en vil·les o grans explotacions, de les quals s'han trobat vestigis, especialment al pla, entorn de la ruta o camí que relligava Barcelona amb Lleida, paral·lela a l'Anoia, al llarg de la comarca, del congost de Capellades a la Panadella. El centre més notable identificat és el municipium Siegarrensis, situat als Prats de Rei, que es descriu en parlar d'aquell sector comarcal. També cal citar uns vestigis, prop de Montbui, que posaren al descobert un hipocaust romà; una vil·la romana en el lloc de l'Espelt, en el terme d'Òdena, activa entre els segles I i III, en la qual s'han exhumat monedes i restes arquitectòniques i ornamentals diverses, així com un estuc policromat i un mosaic amb decoració geomètrica; també en el terme d'Òdena s'ha excavat l'estació tardoromana de Cal Sanador, en la qual s'han trobat restes de ceràmica grisa estampada.
Del llarg temps que va de l'època baix-romana a la reorganització del país, després de la recuperació i l'organització pels comtes i magnats dels comtats de Barcelona i d'Osona-Manresa, no hi ha referències ni notícies concretes. El poblament devia ser escàs i el caràcter fronterer d'aquesta terra feia que la població i els assentaments no esdevinguessin mínimament estables fins a mitjan segle x. D'aquesta època cal destacar interessants jaciments de repoblament a Sant Martí de Sesgueioles, Calaf i els Prats de Rei, així com restes d'uns fons de cabana alt-medievals a la Tossa de Montbui.

### La reconquesta cristiana

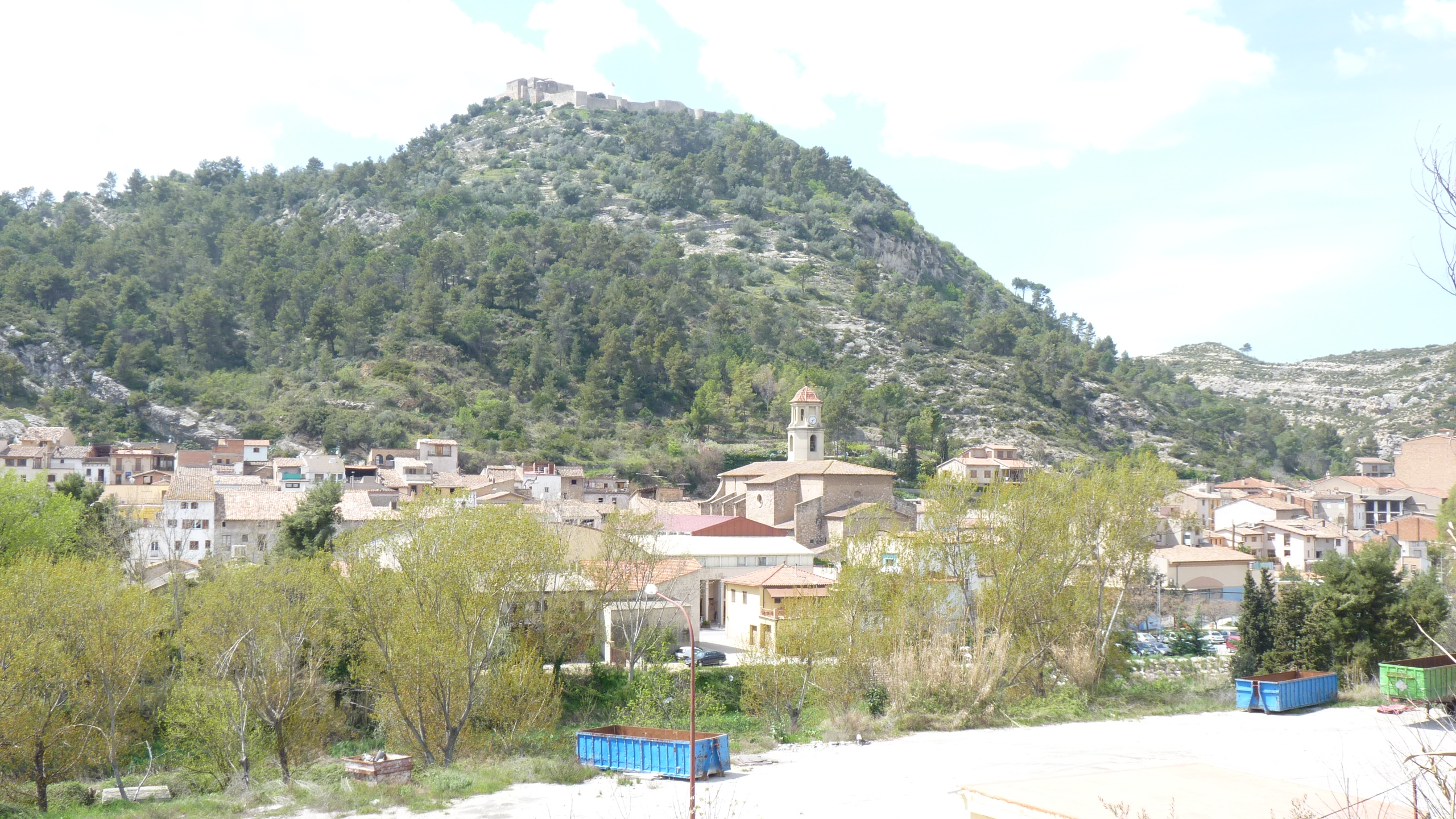
La Pobla de Claramunt amb el castell al fons

La comarca, tal com es va estructurar modernament, es trobava repartida inicialment entre els comtats d'Osona-Manresa, el de Barcelona i algun sector del comtat de Berga-Cerdanya, en la marca d'aquest comtat, que s'allargava fins a Pujalt. És molt probable que aquesta divisió territorial que es va respectar el segle x correspongués a la que la comarca tenia en els temps anteriors a l'ocupació aràbiga.
Pel que fa als principals sectors de la comarca, o sigui el barceloní i l'osonenc, no es troben notícies directes de repoblament fins a mitjan segle x, tot i que el sector barceloní era certament de possessió cristiana des de mitjan segle anterior i el sector osonenc-manresà se sap que fou aprisiat teòricament per Guifré el Pilós, com a complement de l'expansió dels seus dominis a finals del segle x, però no fou efectivament repoblat fins entrat el segle x en temps del seu fill Sunyer (911-947).
En el sector barceloní del Bruc, Masquefa, Piera, Pierola, Cabrera, Vallbona, Capellades, la Pobla de Claramunt, la Torre de Claramunt, Carme, Orpí, Santa Maria de Miralles i la Llacuna, els inicis del poblament es poden remuntar al principi del segle x, car al 955 el vescomte barceloní Guitard va vendre's unes terres a Piera que li pervenien dels seus pares en part, però no és fins a partir del 960 quan surten esmentats la majoria dels llocs i sobretot a partir del 985 o de l'ocupació de Barcelona per Almansor. Tot aquest territori situat en la zona muntanyosa de darrere Montserrat era considerat un terreny fronterer o de marca, en realitat era l'extrem septentrional de la marca del comtat de Barcelona, i sembla que fou poc apreciat fins que la sorpresa de la invasió d'al-Mansur el feu prendre en consideració i es va reforçar amb castells i poblament per evitar noves ràtzies musulmanes.
Els vescomtes barcelonins apareixen molt aviat amb possessions al castell de Bonifaci o de la Guàrdia (als Brucs) i també a Piera, Orpí i a altres indrets. Al principi del segle xi incidirà fortament en aquest sector, especialment a Miralles i Vilademàger, la família Cervelló i adquirirà protagonisme la notable família dels Claramunt.
En el sector osonenc-manresà o sector central de la comarca els primers intents de repoblament són anteriors a mitjan segle x, com ho indica un document del 936, que parla d'una venda de terres del terme del castell de Montbui, properes a les d'un altre possessor, però la població o reestructuració sistemàtica és a partir de la segona part del segle, com revelen les primeres notícies sobre Òdena del 956, Tous, Jorba, Clariana, Queralt, la Roqueta i Miralles del 960, Castellolí del 967, Igualada del 978 i Albarells del 988, mentre que al sector segarrenc, comencen algunes notícies a Castellar i Aguilar el 972 i 983 però la vertadera ocupació no és fins a passar l'any 1000, com s'explica en la introducció històrica d'aquest sector comarcal.
Aquesta primera etapa de repoblament fou, però, difícil i intermitent com ho revela el fet que a la fi del segle x, a causa d'una gran secada, una bona part dels repoblaments del sector de Tous-Montbui, va desertar del país i se'n va anar a Tolosa (Llenguadoc), lloc d'on probablement procedien molts d'ells. No fou fins a entrar el segle xi quan es notà arreu un afany repoblador a càrrec de l'església de Vic, senyora del sector de Montbui i Tous, dels Òdena, dels Balsareny, dels Gub-Queralt i Cervelló, etc.; però no sense sobresalts, com ho indica la invasió sarraïna que ocasionà la mort d'alguns defensors de Castellolí l'agost de 1003, l'escomesa llevà la vida a l'esforçat Guillem d'Oló o de Mediona, a Argençola, 1034, i encara altres escomeses més esporàdiques fins al 1132.
El monestir de Sant Cugat del Vallès, que es va possessionar del castell de Clariana abans del 1002, va originar la vila de Capellades en un alou donat a Sant Cugat el 1147 i a la creació d'Igualada en un alou que posseïa en un extrem del terme d'Òdena des d'abans del 986, amb una església dedicada a Santa Maria i una mota o petita fortalesa en la cruïlla del gran camí ral de Barcelona a Lleida i del de Manresa als castells extrems de la marca.

### La sotsvegueria d'Igualada

Blasó del Ducs de Cardona, família important en la comarca d'Anoia

Al llarg dels segles xii i xiii, allunyat ja el perill sarraí i en ple funcionament del camí ral de Barcelona a Lleida, les velles jurisdiccions feudals s'afermaren i es repoblaren interiorment renovant esglésies i creant poblacions o indrets protegits per atreure nous pobladors. Recordem només de pas les cartes de repoblament de Clariana (1114), la Torre de Claramunt (1147), els Prats de Rei (1188), Sant Martí Sesgueioles (1190-1245), i Igualada (1235). Pel mateix temps es va crear la divisió territorial de Catalunya en vegueries i sotsvegueries i la futura comarca de l'Anoia es va dividir entre la vegueria de Vilafranca del Penedès, que incloïa tot el sector comarcal comprès a partir dels termes de Rubió, Jorba i Argençola, mentre el sector NW o dels altiplans segarrencs es va adscriure a la vegueria de Cervera. Dintre el sector adscrit a la vegueria de Vilafranca es va erigir entorn del 1233 la sotsvegueria d'Igualada, de la qual formaven part els termes de Claramunt, Montbui, Castellolí, Òdena, Orpí, Capellades, Jorba i Tous, així com dintre la de Cervera es crearà pel mateix temps la dels Prats de Rei.
La progressiva introducció de la família Cardona a la comarca, amb la possessió dels grans castells d'Òdena (1287), de Claramunt (1306), de Montbui (1322, bé que ja n'eren castlans des del 1187), de Castellolí (vers el 1340) i altres petits termes, feu que aviat la seva influència pesés fort dins la comarca i originés una viva oposició amb la vila d'Igualada, encerclada pràcticament pels termes d'Òdena i de Montbui. Ela igualadins lluitaren amb gent d'Òdena per deslliurar aquest castell de la submissió al vescomte i passar-la al poder reial, però la influència d'aquest gran magnat feu que el resultat inicial fos la supressió momentània entorn del 1352 de la sotsvegueria d'Igualada, i en canvi s'organitzés la gran batllia o domini cardonenc de la Conca d'Òdena. Aquest eclipsi de la sotsvegueria durà pocs anys, puix que el rei el 1381 concedí als igualadins de ser carrer de Barcelona i els reconeixia l'existència de la sotsvegueria, que el 1385 per decisió reial incloïa també el domini cardonenc de la Conca d'Òdena i encara algunes localitats de la vall de la riera de Carme: malgrat tot, les lluites del sotsveguer d'Igualada amb els senyors jurisdiccionals del veïnatge no cessaren pas. Com tampoc les lluites internes de la vila d'Igualada, originades per rivalitats entre famílies nobles, que arrossegaven darrere seu el poble menut; entre les més famoses hi ha la dels Ocelló i els Castellolí, documentades entre 1365 i 1384, que originaren els bàndols dels ocellons i els castellolins, que ensangonaren els carrers d'Igualada i que s'apaivagaren amb la participació del rei Pere el Cerimoniós.
Es formaren la sotsvegueria d'Igualada, Capellades, Castellolí, Claramunt, Espoia, l'Espelt, Òdena, Orpí, la Torre de Claramunt, Tous i Vilanova del Camí. El 1508 el duc de Cardona, en perpètua lluita amb els sotsveguers d'Igualada, obtingué que els termes dels castells d'Òdena, Montbui i Claramunt se separessin de la sotsvegueria d'Igualada, per passar a la de Manresa i que en compensació es donessin a aquella els termes de Rubió, Jorba i Copons, que formaven part de la de Cervera, però l'escissió fou transitòria i aviat tot tornà a l'estat d'abans.

### L'organització religiosa

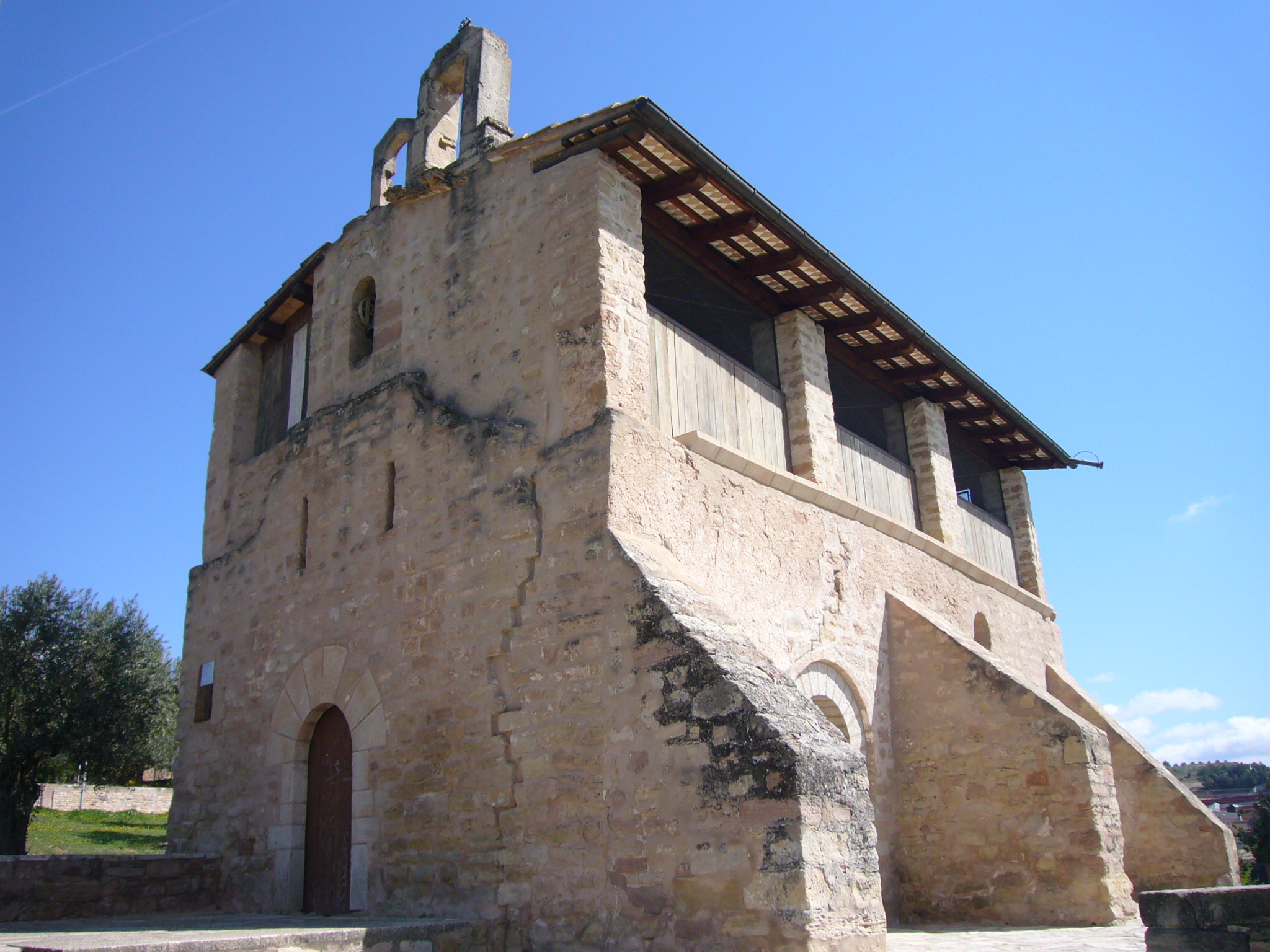
Ermita de Sant Jaume Sesoliveres

L'organització religiosa de la comarca és aquí, com arreu, un altre testimoni històric de primer ordre per entendre l'organització primitiva de la contrada i la importància que amb el temps anirà prenent la ciutat d'Igualada.
Des dels segles xii i xiii tot el sector del comtat i bisbat de Barcelona depenia del deganat de Piera, una ampla demarcació religiosa de la diòcesi barcelonina que s'escindirà en diferents arxiprestats, un dels quals encara subsistent, amb titularitat de Piera-Capellades.
El sector vigatà o majoritari de la comarca formarà part des del segle xiii del deganat de la Segarra, centrat en els Prats de Rei, on residia el degà i el seu àmbit s'estenia per tot l'Anoia vigatà, especialment pel sector calafí i fins a Santa Coloma de Queralt. Aquesta era la Segarra històrica, mentre que les poblacions de Cervera i Tàrrega, amb totes les parròquies del seu redós, pertanyien a l'anomenat deganat d'Urgell. Des del principi del segle xiv aquest deganat serà anomenat de la Segarra i de les Selves, nom aquest que s'aplicava especialment al sector que anava de la Panadella a Santa Coloma de Queralt.
La importància assolida per Igualada feu que entorn del 1330 es constituís per primera vegada un deganat d'Igualada, que va arribar a incloure fins i tot la capital de l'antic deganat de la Segarra -o sigui Prats de Rei- i així el seu degà s'intitulava d'Igualada, de la Segarra i de les Selves, però la insistència dels homes dels Prats, ajudats pel rei, feu que el 1360 el degà ja tornés a residir als Prats i desaparegués de nou el concepte de deganat d'Igualada. Aquest, però, va restar subjacent com una aspiració que prengué cos definitiu entorn del 1448, any en què es nomenà un degà per a Igualada, mentre que la resta del deganat obeïa el degà dels Prats de Rei. Després d'un temps de vacil·lació, el 1452, s'escindí definitivament l'antic deganat en el d'Igualada i les Selves i el dels Prats de Rei o de la Segarra, el primer amb 25 parròquies i el segon amb 29.
Finalment el 1634 el deganat d'Igualada es dividí en els de Santa Coloma de Queralt, amb 9 parròquies, i el d'Igualada, amb 17 parròquies, que eren: Igualada, Òdena, Montbui, Castellolí, Copons, Jorba, Rubió, Tous, Clariana, Fillol, Argençola, Albarells, Montmaneu, Freixenet, Montpalau i Bellmunt.

### L'evolució històrica dels segles XV alxviii
A mitjan segle xv la comarca d'Anoia visqué moments d'una gran tensió en les guerres contra Joan II, que el 1462 entrà a Catalunya, en contra de la concòrdia de Vilafranca del juny de l'any anterior. Això el posà fora de llei i desencadenà la famosa guerra civil que duraria deu anys. La major part del país, ressentida amb el rei i amb Joana Enríquez, la segona muller, per l'afer de l'hereu Carles de Viana, es posà contra els reis, mentre que el comte de Cardona, Joan Ramon Folc III es posà al costat del rei i fou el capità general dels exèrcits reialistes. Com que el comte de Cardona era senyor dels principals castells de la comarca (Claramunt, Òdena, Montbui i Castellolí) la guerra va tenir aquí una virulència especial, que fou causa de l'enderrocament dels castells de Claramunt i d'Òdena (1463) i de moltes accions bèl·liques en què tingué un paper destacadíssim el consell d'Igualada i en especial Mn. Lluc Ferrer, rector de Jorba i capità del castell de Jorba.

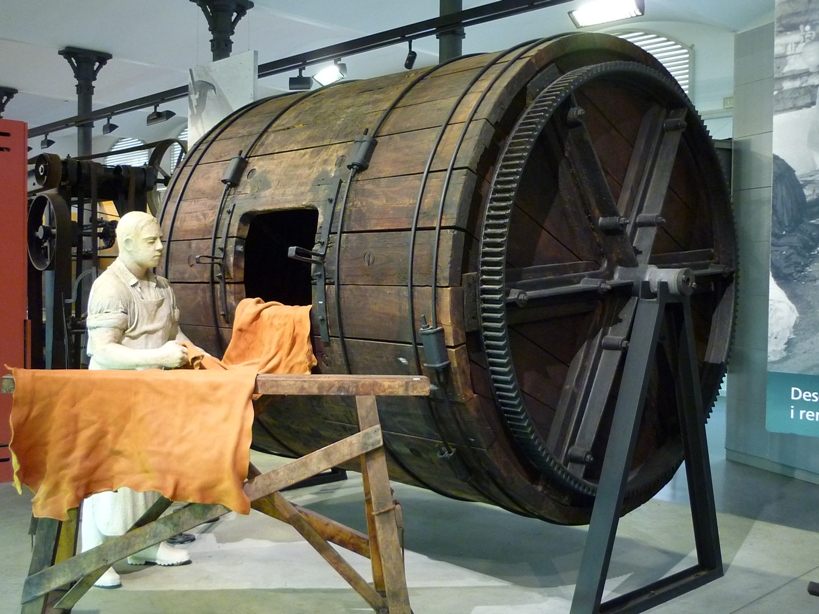
Barril del Museu de la Pell, gremi del que Igualada ha estat capdavantera

L'acció de les tropes reialistes feu caure aviat els castells de Copons, Segur i Veciana en mans de Joan II, però Jorba es defensà acèrrimament i impedí molt de temps el progrés de les forces reialistes. El 1464 Igualada era el centre d'operacions del Conestable Pere de Portugal, rei dels catalans, però la vila no pogué resistir molt de temps i el 17 de juliol de 1465 caigué en mans dels reialistes. L'acció fou causa de la destrucció d'una gran part de la vila d'Igualada, que el 1465 tenia només 70 cases habitades, un terç de les que tenia abans de començar la guerra.
Des d'aquest moment Igualada i la major part de la comarca restà en poder del rei, però sofrí encara un nou assetjament pel duc de Lorena, oposat a Joan II, el 1468, i atacs de la part de Manresa. Malgrat tot això Igualada restà en poder del rei i el 1472 la vila rebé amb grans festes l'infant Ferran, el futur Ferran el Catòlic. Això feu que durant tot el regant de Joan II fins al 1479 les baronies que formaven la Conca d'Òdena, col·laboressin en afers conjuntament amb la vila d'Igualada. La vila, però, hagué de lluitar a fer valer els seus drets davant el rei el 1472 quan aquest la volgué vendre o alienar al seu partidari Joan de Cardona.
Durant el regnat de Ferran II la vila sofrí alguns avalots per l'allotjament de tropes reials, en especial amb motiu d'una vista reial el 1497, però es refeu ràpidament de l'ensulsiada d'anys abans i tornà a tenir un lloc destacat en la vida comarcal; prengueren una nova vitalitat els seus gremis de blanquers i assaonadors i sabaters, el dels paraires, que l'any 1583 passà per una època de forta crisi, i la resta de gremis de velers, fusters, ferrers, barreters, etc., que revelen una forta vitalitat des del segle xvi al xviii.
Tot el segle xvi la vila d'Igualada tingué crisis internes per les bandositats dels Tries i Mateus i dels Tries, Bonastres i Vivetes (1508-18), que dividiren fins i tot el poble menestral i comprometeren gent del rodal. Una alta plaga social de la comarca fou el bandolerisme, afavorit pel camí ral, que era causa d'un fort tragí de gent i mercaderies. Les primeres disposicions contra els bandolers que actuava especialment vers Copons i Santa Maria del Camí, combatuda sovint pels sometents comarcals, que el mateix any prengueren el famós cap de quadrilla dit lo Bigarrat. L'any següent el sometent d'Igualada capturà 70 bandolers, però, malgrat tot, el bandolerisme perdurà fins avançat el segle xvii i es produïren fets tan sonats com el robament a Montmaneu d'un comboi d'or que anava destinat a pagar els terços espanyols d'Itàlia, el 1602, per una quadrilla de bandolers de la facció cadella.
Al principi del segle xvii s'enverinaren de nou les relacions entre els igualadins i els ducs de Cardona, senyors de la Conca d'Òdena (1627-28), i el duc empresonà gent de la vila i fins intentà d'assetjar Igualada. Durant la Guerra dels Segadors (1640-52) la host de la sotsvegueria d'Igualada anà a auxiliar l'exèrcit català al Camp de Tarragona, defensaren el camí ral contra la penetració de tropes castellanes i socorregueren en més d'una ocasió diferents punts del Principat, cosa que li valgué diverses cartes d'agraïment dels consellers de Barcelona. En aquest temps la ciutat d'Igualada va encunyar moneda d'argent.
En la Guerra de Successió tota la comarca prengué el partit de l'arxiduc Carles d'Àustria i fins s'establí a Igualada un hospital per a la guarnició alemanya, però la vila i la comarca caigueren definitivament en poder de Felip V a la fi de juny de 1713 i la vila veié perduts els seus antics privilegis el 1719, quan el governador i capità general, comte de Tilly, nomenà un consell de la vila sense cap mena d'intervenció popular.
Els segles xvii i xviii foren, però, uns segles de vitalitat comarcana, com indica el constant progrés de poblament que feu passar la seva densitat demogràfica de 12.32 habitants per km² el 1719 a 23.14 el 1787. La major part d'aquesta creixença correspon a la vila d'Igualada, que en aquest temps augmentà un 200%, però també cresqueren totes les poblacions, en especial la Pobla de Claramunt, on des del 1584 s'hi enregistra la indústria paperera, que ompliria en poc temps de molins paperers tota la conca de l'Anoia, en especial Capellades, on tenia molta fama el paper de barba, que hom exportava a Sud-amèrica. Igualment els adobats igualadins i els teixits, escampats arreu, mantenien juntament amb l'agricultura i especialment la vinya una notable prosperitat en tota la comarca.
El viatger Francisco de Zamora, que per l'octubre de 1788 va travessar la comarca de Calaf a Igualada, Piera i Martorell o sigui agafant l'antic camí ral a Jorba, parla d'un primer molí paperer a Copons, de les fàbriques d'adobar pells, teixits, indianes d'Igualada i esmenta la gran quantitat de molins paperers que observà d'Igualada a Piera.
Una estadística del bisbat de Vic del 1780 assenyala a Igualada 74 telers de teixits de llana, 11 d'estam, 4 de seda, 21 de cotó i 16 de lli i cànem del país, 9 adoberies que en part treballaven amb cuiros importats d'Amèrica, 8 sombrerers, 5 fassines d'aiguardent, 6 tallers de vasos de coure, 32 sabaters, 15 espardenyers, una fàbrica de sabó i una de rellotges de bronze, ferro i llautó, grans i petits. La resta dels pobles del deganat només tenia dues destil·leries d'aiguardent a Santa Margarida de Montbui i un parell o tres de telers a Tous, Montmaneu i Copons. A tot el deganat d'Igualada, que tenia 17 parròquies, es collien 31.705 quarteres de grans comuns del país (blat, ordi, civada), 13.054 cargues de vi, 122 cargues d'oli i 27 quintars de cànem.

### La perduració i l'extinció de les senyories jurisdiccionals
L'administració filipista, en general, va respectar l'organització social de Catalunya, els exponents més característics de la qual eren els abats de Poblet i de Santes Creus així com el duc de Cardona. Entre ells es repartiren els dominis de la comarca de l'Anoia, però amb molta preponderància dels ducs de Cardona i de Medinaceli, que, a la Conca d'Òdena, tenien notables recaptacions impositives. Segons els registres de la cúria senyorial, els arrendaments dels seus drets feudals, entre 1771 i 1786, foren de 6.000 lliures catalanes,
- 4.800 entre 1787 i 1791,
- 7.750 entre 1796 i 1799,
- 9.808 entre 1804 i 1807,
- 7.762 entre 1815 i 1818,
- 5.925 entre 1824 i 1825,
- 4.650 entre 1828 i 1833, i
- 3.500 lliures entre 1834 i 1837.

Els ducs de Cardona i Medinaceli pretengueren de conservar els seus dominis de la baronia de la Conca d'Òdena i argumentaren que no es trobaven compresos en les disposicions abolicionistes i que es podien considerar com a propietaris particulars i, així, deixar de banda les lleis del 1812, del 1823 i del 1837. A jutjar per l'abundant documentació notarial datada fins més enllà de la primera meitat del segle xix, especialment les escriptures de contractes de compravenda de terres, cases i horts, els ducs de Cardona i Medinaceli continuaren percebent els lluïsmes dels seus antics vassalls, exactament igual que ho feien abans de les corts de Cadis.

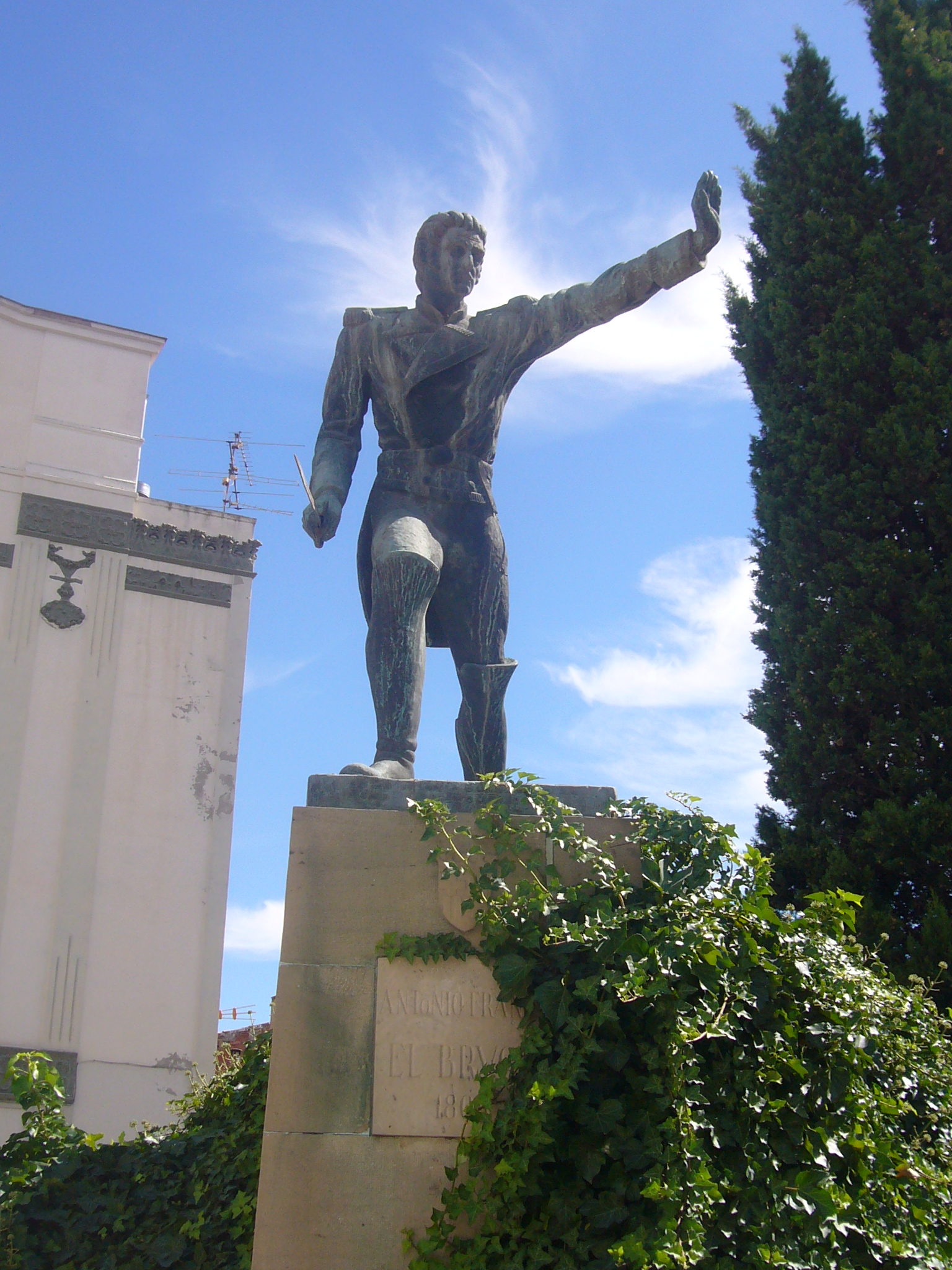
Estàtua a Igualada en honor d'Antoni Franch, defensor aferrissat dels drets de la pagesia de la comarca

Aquests lluïsmes, segons els casos, eren del 22, el 18 i el 12% i resultaven il·legals del tot, car les normatives vigents no autoritzaven, àdhuc pel cas de reconèixer la propietat plena, cànon lluïsmal superior al 2%. Aquesta llei fou abrogada per Ferran VII un cop es veié restablert en el seu poder absolut, però en morir el sobirà es posà novament en vigor. Tot i que els percentatges dels lluïsmes havien baixat al 12% i eren notòriament inferiors als del 22%, ja que els ducs de Medinaceli esmentaven que feien gràcia de la diferència, continuaven essent sens dubte exorbitants dins la nova legalitat.
No és estrany que els pagesos afectats suportessin malagradosament aquests recàrrecs i molts d'altres i que arribés el moment de negar-se a satisfer cap tribut d'origen feudal. El 1867 els ducs de Medinaceli s'aplegaren els batlles i els ajuntaments dels pobles d'Òdena i el seu agregat de l'Espelt, la Pobla de Claramunt, Carme, Castellolí, Tous, Cabrera, la Llacuna, Orpí, Santa Margarida de Montbui, Jorba, Capellades, la Torre de Claramunt, Vilanova d'Espoia i Vilanova del Camí, els habitants dels quals s'havien declarat en rebel·lia.
Fet que fou, per part dels pobles, el recurs d'apel·lació, l'Audiència de Barcelona va revocar la sentència igualadina el 9 de desembre de 1896, considerant que els ducs no podien exigir res, ni la gent no tenia cap obligació de pagar.
Al seu torn, els ducs presentaren recurs de cassació a la més alta judicatura, però el 2 de juny de 1898, el Tribunal Suprem dictà una sentència que confirmà la revocació barcelonina. Des d'aquest moment els ducs de Medinaceli, successors dels Claramunt i dels Cardona, perderen per sempre la seva ascendència a la baronia de la Conca d'Òdena, que havien senyorejat durant nou segles.
Ultra els conflictes per a continuar cobrant els lluïsmes, també era entrebancada la recaptació dels delmes. Fou sorollós un altre plet presentat a l'Auditoria de Guerra de la Capitania General de Catalunya, entre el monestir de Sant Jeroni de la Murtra, delmer del castell de Sant Martí de Tous, i Antoni Franch i Estalella, d'Igualada, tinent coronel de milícies urbanes i famosa personalitat de les batalles del Bruc de 1808 i 1814, que es distingí en nombroses accions guerrilleres contra els francesos. L'any 1825, el monestir dels jerònims acusà Antoni Franch de no haver pagat el delme de la collita de les olives de 1824, de les terres de les seves heretats de Can Flix i de Can Mestre del terme de Sant Martí de Tous.
La batalla legal va durar fins al 1829, en què per una sentència donada pel comte d'Espanya, capità general de Catalunya, es va condemnar Antoni Franch a pagar, com sempre, el delme de les olives del 1824 i els dels anys successius, a més de les costes del litigi que valgueren 52 lliures, 8 sous i 11 diners. Després d'aquest plet, de retop, Antoni Franch hagué de pagar altres deutes, com els censos monacals damunt les terres dels seus masos, corresponent als anys 1821-1827.
Fra Jeroni Rovira, encarregat de la defensa dels drets monacals, a mitjan 1828, fa notar que és molt remarcable la general disposició dels pagesos a negar-se a pagar els delmes, cercant per això tots els subterfugis haguts i per haver i, a més, que, en arribar a pagar, procuraven de defraudar tot el possible, fins al punt que les rendes decimals havien experimentat una minva molt grossa i escandalosa, segons les seves apreciacions.
Amb el regnat d'Isabel II d'Espanya s'esdevingué l'actuació del ministre Mendizábal (1831-51) i, a conseqüència de la seva embranzida desamortitzadora, es posaren a la venda els béns dels ordes religiosos, es decretaren les exclaustracions dels seus membres i se suprimiren les seves vinculacions i percepcions.

### Elseglexix: repercussions de guerres a la comarca

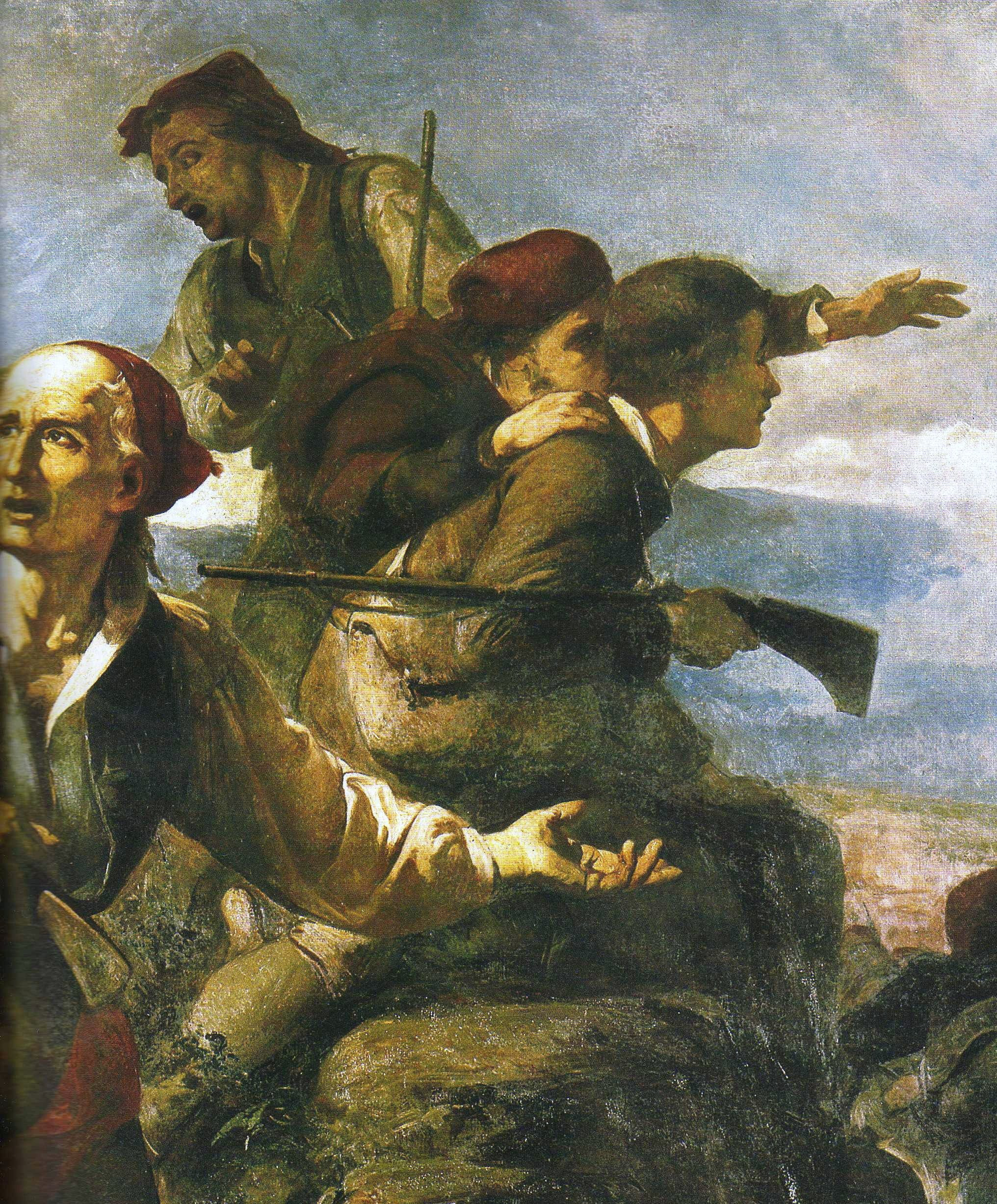
Monument als Sometent per la Batalla del Bruc

Les batalles del Bruc del 8 i del 14 de juny de 1808 són l'episodi més divulgat de la guerra contra els francesos, però hi ha altres aspectes menys coneguts i que tenen una importància cabdal, com foren les repercussions econòmiques i socials, damunt la població.
Ultra la mobilització d'homes per a servir en els sometents i en els terços de miquelets, les morts violentes, les destruccions, els robatoris, les vexacions personals, suportats per molts dels veïns d'una bona part de les localitats d'Anoia, cal esmentar per la seva punyent realitat les tributacions en diners i en espècies, que afectaren la generalitat dels pobles, de les masies i de les famílies pageses catalanes.
El cost de la guerra durant el període 1808-14 fou molt més aclaparador del que es pugui suposar. Les famílies no solament pagaven fins a exhaurir les seves disponibilitats normals, sinó que fins i tot sovintejaren els empenyoraments i les vendes de les propietats, com cases i terres, per atendre els pagaments de la guerra, segons que demostren moltes escriptures notarials d'aquells anys.
Els ajuntaments de Piera i la Pobla de Claramunt, entre d'altres, formalitzaren les seves queixes de la doble contribució que els demanaven des d'Igualada i des de Vilafranca del Penedès. No es negaven a pagar, però feien avinent que els era impossible d'atendre les ordres i les necessitats de les dues juntes defensives.
A la primeria del 1809 es va establir a Igualada una "Junta de Subsistències dels Corregiments" de Lleida, Cervera, Talarn, Manresa, Vic i Igualada, per encarregar-se de reunir els recursos necessaris per a mantenir un exèrcit, calculat en uns 18.000 homes, que pogués impedir l'avanç dels francesos vers l'interior de Catalunya. La part més feixuga era el proveïment dels queviures per als soldats. L'arròs i les mongetes preocupaven més que els fusells i els canons. Una altra conseqüència de la guerra també fou la fam, la qual provocà una mortaldat extraordinària i que va delmar la població més que no pas els combats.
L'any 1812 a la comarca d'Anoia el blat es pagava a 18 duros la quartera, les mongetes a 16 duros la quartera i l'oli a dos duros el quartà, i encara es patia escassetat.
Si durant la Guerra del Francès les despeses militars afectaren l'evolució econòmica dels pobles d'Anoia, durant les guerres carlines també es repetiren les situacions de càrregues feixugues per a la gent dels pobles. La pressió fiscal sobre la pagesia anoienca fou enorme i absorbí no solament els quatre diners de la pagesia pobra, sinó que en poc temps s'apropià completament de l'excedent monetari en poder de la classe benestant del camp.
La comarca d'Anoia, en general, sentia enardiment per la causa liberal, a la qual foren nombrosos els voluntaris que s'hi sumaren, tot i que també hi hagué allistaments a les files carlines. Quan el 1833 morí Ferran VII deixant com a herència una guerra civil, ací també abundaren les confrontacions dels dos bàndols, amb successives ocupacions i fugides de les localitats. Durant els anys 1838-39 abundaren les dobles imposicions del govern liberal i del govern carlí. Durant la guerra, els liberals no solament cobraren, mentre pogueren, les contribucions ordinàries, sinó que també exigiren el pagament d'exaccions extraordinàries. El carlisme, d'altra banda, va tenir força mentre constituí un baluard que impedia a l'administració liberal la recaptació dels imposts, però es debilitaren molt les seves posicions quan també s'organitzà com a recaptador fiscal.
El liberalisme es refugiava a les viles de la comarca, mentre el camp era dominat per les partides carlines, sense gaires obstacles. El 1839 coexistí en molts pobles la dualitat de les administracions liberal i carlina, amb mútua tolerància. Davant la incapacitat material de continuar suportant la pressió fiscal a què es veia sotmesa la pagesia, arribà un moment que la negativa a pagar es generalitzà i, llavors, es multiplicaren les amenaces, les detencions, els segrestos de béns, els planys dels uns i la ira i la violència dels altres.
Una de les prestacions obligatòries era el servei de bagatges. Encara el 1840 dos fabricants cotoners de Capellades adreçaren una instància al comandant militar d'Igualada per demanar-li la commutació del servei de bagatges per mitjà d'un pagament equivalent, per tal d'evitar que les seves fàbriques restessin aturades durant el temps que les mules estiguessin mobilitzades, ja que no podrien fer anar les màquines de cardar, cosa que comportaria la desocupació de 90 treballadors i que les seves famílies es veurien llançades a la mendicitat per a sobreviure.
Una altra vegada les escriptures notarials són els millors testimonis que adveren les vendes fetes per atendre les necessitats i així un pagès de la Pobla de Claramunt fa constar que la transmissió d'una peça de terra era per a saldar el préstec de 776 lliures que havien estat aplicades a alimentar la família i a pagar les contribucions ordinàries i extraordinàries motivades per la guerra fratricida que tan cruelment les devorava, segons les seves pròpies adjectivacions.
En la tercera guerra, a mitjan 1873, les partides carlines controlaren pràcticament totes les comunicacions amb Igualada dels dels pobles de la rodalia, com a preparació de l'assalt i l'ocupació de la capital d'Anoia, el 17 i 18 de juliol de 1873. Durant l'atac a Igualada, arribaren a Capellades un miler de soldats republicans a les ordres del coronel Joan Martí el Xic de les Barraquetes. Després de la seva entrada a la Pobla de Claramunt, advertiren que en el pla de Vilanova del Camí hi havia disposada la major part de les forces carlines de Catalunya. Aleshores van recular per darrere de la muntanya del castell de Claramunt fins a arribar a la muntanya del Pi, des d'on pogueren observar el domini de les formacions carlines i, malgrat algunes escomeses, els republicans desistiren i es retiraren.

### Les divisions territorials modernes

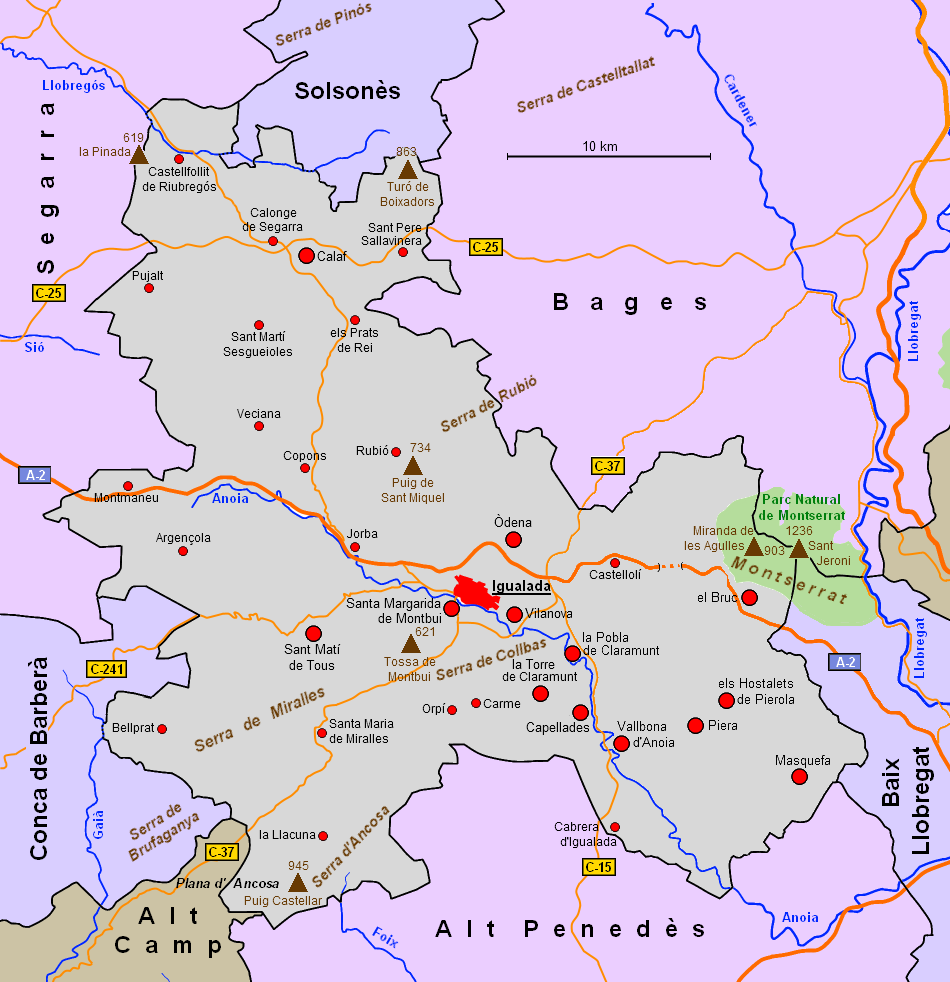
Mapa de la comarca de l'Anoia

En la divisió corregimental establerta per Felip V en el Decret de Nova Planta, les antigues vegueria i sotsvegueria d'Igualada restaren absorbides pel corregiment de Vilafranca, aigua avall de l'Anoia des de Jorba i Rubió, i pel corregiment de Cervera, aigua amunt, cap a Calaf. Al corregiment de Cervera també hi havia anat a parar la sotsvegueria dels Prats de Rei.
El 1810, amb l'annexió de Catalunya a l'Imperi Francès, el mariscal Augereau va establir uns nous corregiments integrats per cantons. El cantó d'Igualada comprenia la mateixa ciutat i els pobles del Bruc, Capellades, Castellolí, Jorba, Piera, Òdena, Rubió, Collbató i Vilanova del Camí. Hi foren afegides vuit localitats del Baix Llobregat, sense fer esment de la resta dels pobles de la comarca.
Més endavant, el 1812, Napoleó signà una altra divisió que repartia les terres catalanes en quatre grans departaments, que portaven el nom de tres rius i d'una muntanya, a l'estil de la nomenclatura francesa. L' Anoia restava dins el departament de Montserrat, format per un gran triangle amb uns vèrtexs propers a Vilanova i la Geltrú, Mataró i Berga.
En definir-se, el 1833, la divisió provincial espanyola, a la província de Barcelona fou creat el partit judicial d'Igualada, que inicialment restà constituït per 39 municipis, fins que, el 1862, en foren segregats Esparreguera, Monistrol de Montserrat, Sant Joan de Mediona, Sant Quintí de Mediona i Sant Pere de Riudebitlles. Des d'aleshores el partit judicial igualadí comprèn els 34 municipis següents: Argençola, Bellprat, el Bruc, Cabrera d'Anoia, Calonge, Calaf, Capellades, Carme, Castellfollit de Riubregós, Castellolí, Collbató, Copons, Igualada, Jorba, la Llacuna, Masquefa, Miralles, Montbui, Montmaneu, Òdena, Orpí, Piera, els Hostalets de Pierola, la Pobla de Claramunt, els Prats de Rei, Pujalt, Rubió, Sant Pere Sallavinera, Sant Martí de Sesgueioles, la Torre de Claramunt, Sant Martí de Tous, Vallbona d'Anoia, Veciana i Vilanova del Camí.
En canvi, la divisió territorial, feta el 1936 per la Generalitat, aplega dins la regió VII quatre comarques: el Bages, el Berguedà, el Solsonès i l'Anoia. Aquesta última, que també comprèn 34 municipis, presenta una particularitat en relació amb la divisió judicial més amunt esmentada, i és que inclou el poble de la Molsosa, pertanyent a la província de Lleida, i en separa Collbató, que passa a la comarca del Baix Llobregat.
El juliol de 1981 la Generalitat va decretar el canvi de la capitalitat municipal de l'antiga població de Santa Margarida de Montbui, que ha quedat instal·lada al nou barri de Sant Maure, que forma una conurbació amb Igualada.
La ratlla de separació dels bisbats travessa pel bell mig de la comarca d'Anoia, com també ho havien fet els comtats primitius.
Dins el bisbat de Barcelona durant el segle xviii hi havia constituït el deganat de Piera, format per les parròquies de Miralles, Orpí, la Pobla i la Torre de Claramunt, Vilanova del Camí, Carme, Capellades, la Llacuna, Sant Salvador d'Espoia, Cabrera, la Font de la Reina, el Bruc, els Hostalets de Pierola, Collbató, Piera, Masquefa, Vallbona, Sant Jaume Sesoliveres i, de fora de la comarca, Abrera, Esparreguera, Olesa de Montserrat, Sant Esteve Sesrovires, Sant Llorenç d'Hortons, Sant Joan Samora, Monistrol de Montserrat, Sant Joan i Sant Quintí de Mediona i Sant Pere de Riudebitlles.
Al segle xix se segregaren diverses parròquies del deganat de Piera. Amb la formació del deganat de Martorell, perdé Abrera, Esparreguera, Olesa, Sant Esteve Sesrovires, Sant Llorenç d'Hortons, Sant Joan Samora i Monistrol de Montserrat. La creació de l'arxiprestat de Sant Sadurní d'Anoia afectà Piera amb la pèrdua de la Llacuna, les tres Mediones (Sant Joan, Sant Quintí i Santa Maria), Sant Pere de Riudebitlles, Sant Jaume Sesoliveres i Santa Creu de Creixà.
El 1957 les parròquies de la Pobla de Claramunt i de Vilanova del Camí deixaren de pertànyer al bisbat de Barcelona i a l'arxiprestat de Piera-Capellades per a incardinar-se al bisbat de Vic i a l'arxiprestat d'Igualada.
Des de mitjan segle xviii, el bisbat de Vic aplegava el deganat d'Igualada, amb les parròquies de Castellolí, Òdena, Montbui, Tous, Fillol, Clariana, Argençola, Carbasí, Bellmunt, Montpalau, Montmaneu, Freixenet, Albarells, Copons, Rubió i Jorba. El deganat de Santa Coloma de Queralt incloïa Bellprat. Al deganat dels Prats de Rei hi havia les parròquies de la Molsosa, Boixadors, Castelltallat, Fonollosa, Castellar, Grevalosa, Castellfollit, Maçana, Miralles, Veciana, la Tallada, Sant Domí, Pujalt, Segur, Sesgueioles, la Guàrdia Pilosa, Conill, Mirambell, Calonge, Ars, Calaf i Sallavinera.
L'arxiprestat d'Igualada el 1940 reunia les parròquies de Santa Maria d'Igualada, la Soledat (des de 1877), Argençola, Bellprat, Castellolí, Clariana, Copons, l'Espelt, Fillol, Tous, Jorba, Montbui, Montmaneu, Òdena, Rubió, Santa Maria del Camí, Veciana i Vilanova del Camí. La parròquia de la Sagrada Família fou creada el 1954.
El 1954 l'arxiprestat d'Igualada va guanyar les parròquies de Veciana i de Maians (aquesta última del municipi de Castellfollit del Boix, al Bages), però va perdre les de Freixenet, Montpalau, Sant Guim i la Tallada, cedides aleshores a l'arxiprestat de Calaf i passades, el 1957, al bisbat de Solsona. El mateix any perdé Bellmunt i obtingué Bellprat, la Pobla de Claramunt i Vilanova del Camí.

## Demografia

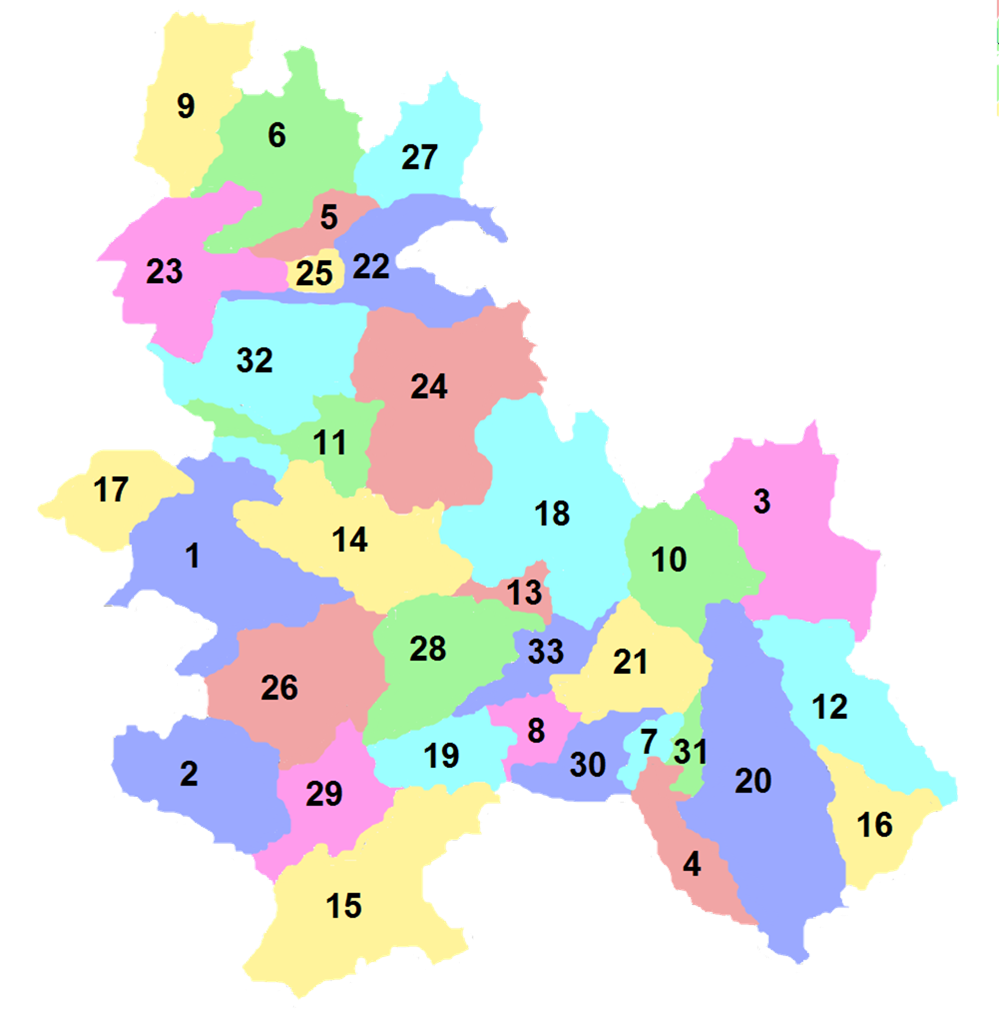
Mapa municipal de l'Anoia

Actualment, la població de la comarca es concentra majoritàriament a Igualada i municipis més propers; la resta es troba en municipis més petits.
| Núm.  | Nom                        | Altitud (m) | Habitants (2019) | Superfície (km²) | Densitat (hab/km²) |
| ----- | -------------------------- | ----------- | ---------------- | ---------------- | ------------------ |
| 1     | Argençola                  | 716         | 217              | 47,09            | 4,6                |
| 2     | Bellprat                   | 653         | 64               | 30,97            | 2,1                |
| 3     | El Bruc                    | 489         | 2.050            | 47,20            | 43,4               |
| 4     | Cabrera d'Anoia            | 299         | 1.410            | 17,00            | 82,9               |
| 5     | Calaf                      | 680         | 3.535            | 9,22             | 383,4              |
| 6     | Calonge de Segarra         | 688         | 188              | 37,15            | 5,1                |
| 7     | Capellades                 | 317         | 5.293            | 2,94             | 1.800,3            |
| 8     | Carme                      | 351         | 765              | 11,68            | 65,5               |
| 9     | Castellfollit de Riubregós | 467         | 151              | 26,21            | 5,8                |
| 10    | Castellolí                 | 415         | 619              | 25,28            | 24,5               |
| 11    | Copons                     | 432         | 310              | 18,66            | 16,6               |
| 12    | Els Hostalets de Pierola   | 361         | 2.973            | 33,49            | 88,8               |
| 13    | Igualada                   | 313         | 39.967           | 8,11             | 4.928,1            |
| 14    | Jorba                      | 380         | 835              | 30,90            | 27,0               |
| 15    | La Llacuna                 | 615         | 890              | 52,23            | 16,7               |
| 16    | Masquefa                   | 257         | 9.211            | 17,06            | 539,9              |
| 17    | Montmaneu                  | 709         | 150              | 13,62            | 11,0               |
| 18    | Òdena                      | 421         | 3.643            | 52,66            | 69,2               |
| 19    | Orpí                       | 375         | 147              | 15,23            | 9,7                |
| 20    | Piera                      | 324         | 15.603           | 57,20            | 272,8              |
| 21    | La Pobla de Claramunt      | 265         | 2.193            | 18,54            | 118,3              |
| 22    | Els Prats de Rei           | 608         | 532              | 26,06            | 20,4               |
| 23    | Pujalt                     | 770         | 210              | 31,43            | 6,7                |
| 24    | Rubió                      | 629         | 239              | 48,00            | 5,0                |
| 25    | Sant Martí Sesgueioles     | 646         | 343              | 3,87             | 88,6               |
| 26    | Sant Martí de Tous         | 465         | 1.235            | 39,21            | 31,5               |
| 27    | Sant Pere Sallavinera      | 588         | 152              | 22,02            | 6,9                |
| 28    | Santa Margarida de Montbui | 316         | 9.980            | 27,59            | 361,7              |
| 29    | Santa Maria de Miralles    | 543         | 126              | 25,04            | 5,0                |
| 30    | La Torre de Claramunt      | 363         | 3.714            | 15,02            | 247,3              |
| 31    | Vallbona d'Anoia           | 289         | 1.373            | 6,45             | 212,9              |
| 32    | Veciana                    | 564         | 182              | 38,90            | 4,7                |
| 33    | Vilanova del Camí          | 302         | 12.458           | 10,28            | 1.211,9            |
| Total | Anoia                      |             | 120.738          | 866,31           | 139,4              |

| 1497 f | 1515 f | 1553 f | 1717   | 1787   | 1857   | 1877   | 1887   | 1900   | 1910   |
| ------ | ------ | ------ | ------ | ------ | ------ | ------ | ------ | ------ | ------ |
| 1.088  | 1.133  | 1.389  | 10.940 | 20.816 | 44.304 | 41.377 | 40.097 | 35.753 | 37.495 |

| 1920   | 1930   | 1940   | 1950   | 1960   | 1970   | 1981   | 1990   | 1992   | 1994   |
| ------ | ------ | ------ | ------ | ------ | ------ | ------ | ------ | ------ | ------ |
| 40.997 | 41.945 | 41.904 | 43.905 | 48.695 | 66.002 | 78.031 | 82.455 | 83.185 | 83.185 |

| 1996   | 1998   | 2000   | 2002   | 2004    | 2006    | 2008    | 2010    | 2012    | 2014    |
| ------ | ------ | ------ | ------ | ------- | ------- | ------- | ------- | ------- | ------- |
| 86.964 | 87.984 | 89.876 | 95.103 | 101.748 | 109.198 | 114.810 | 118.057 | 118.817 | 117.842 |

| 2016    | 2018    | 2020 | 2022 | 2024    | 2026 | 2028 | 2030 | 2032 | 2034 |
| ------- | ------- | ---- | ---- | ------- | ---- | ---- | ---- | ---- | ---- |
| 117.504 | 119.089 | -    | -    | 128.199 | -    | -    | -    | -    | -    |

## Vies de comunicació
Les principals vies de comunicació de l'Anoia són:
- Autovia A-2
- Eix Transversal Eix Transversal
- Eix Valls-Olot C-37
- Eix Garraf-Anoia C-15

Altres vies secundàries importants són:
- C-1412a, que comunica amb la zona de Calaf
- B-244, que comunica Igualada amb Martorell a través de Piera i Masquefa entre altres municipis.

Per la zona de l'Alta Segarra hi passa, també, la línia de ferrocarril d'ADIF que uneix Barcelona amb Manresa, Cervera, Lleida i Saragossa.
Igualada, a la vegada, està comunicada amb Barcelona per un tren dels Ferrocarrils de la Generalitat de Catalunya.
Hi ha un projecte d'un nou eix ferroviari diagonal Lleida-Girona que travessaria la comarca per la zona de la Conca d'Òdena.

## Economia
L'activitat econòmica de la comarca se centra en l'agricultura i la indústria. Així, una quarta part de l'extensió de la comarca està ocupada per conreus predominant el conreu de secà, principalment cereals, excepte la plana central, on es cultiva l'olivera, l'ametller, l'avellaner; la vinya ocupa gairebé en exclusiva els vessants orientats a l'Alt Penedès. D'altra banda, la ramaderia, sobretot la porcina i l'avicultura, constitueix un complement a la seva economia. La comarca té una llarga tradició industrial centrada a la seva capital, Igualada, i a la vall del riu Anoia, destaca la indústria tèxtil, la del cuir i la indústria paperera que són seguides en importància per la metal·lúrgica, el sector alimentari i la construcció. El comerç exerceix un paper primordial a Igualada, Calaf i Capellades.
Algunes poblacions com Piera o la Llacuna han esdevingut populars zones de segona residència.
|           |      | Agricultura | Indústria | Construcció | Serveis | Recompte |
| Anoia     | 2001 | 2,1         | 42,1      | 10,6        | 45,2    | 42821    |
| Anoia     | 1996 | 2,8         | 49,1      | 7,0         | 41,0    | 32259    |
| Catalunya | 2001 | 2,5         | 25,2      | 10,4        | 62,0    | 2815126  |
| Catalunya | 1996 | 3,2         | 32,1      | 7,0         | 57,7    | 2204652  |

### Molins paperers
L'Anoia és un riu paperer. A les seves vores, i ha les de les rieres que hi vessen, de fa molts segles s'hi van instal·lar nombrosos molins paperers: a la riera de Carme, a la de Mediona, a la Costa. A Capellades hi ha fonts abundants i, des de la Bassa de Capellades, l'aigua té prou força per moure les rodes de setze molins.
A més de Capellades, hi ha indústria paperera a la Pobla i la Torre de Claramunt, a Carme i - ja en la comarca de l'Alt Penedès - a Sant Quintí de Mediona, a Gelida, a Monistrol d'Anoia, a Sant Pere de Riudebitlles…En tota la conca de l'Anoia, a mitjan segle xix, s'hi comptaven més de vuitanta molins paperers.
Ja en el segle xiii consta que hi havia molins paperers a Capellades. Se sap que s'exportava paper a Itàlia, Grècia, Egipte, l'Imperi Romà d'Orient… i a Alemanya, a Anglaterra i als Països Baixos, documents dels segles xiii i XIV eren escrits sobre paper català.
La indústria paperera va créixer amb força durant els segles XVIII i xix. Les exportacions arribaven per tot el món. Encara avui, a molts països de l'Amèrica Llatina, el paper de barba és anomenat «Catalunya», «Capellades» o «Romaní», el nom d'un dels principals molins d'aquesta vila. I quan, cap a 1908-1910, pleguen els últims molins papereres de Catalunya, Capellades i les poblacions del seu entorn continuen produint paper, i de la millor qualitat.
A Capellades es pot visitar el Museu Molí Paperer, instal·lat a l'antic Molí de la Vila, que mostra documents i utillatge del Molí d'Antoni Romaní: triadores, torn, les piles amb les maces de setinar, la tina, l'alabrent, la premsa, la caldera... És un museu excepcional, modèlic, pel seu caràcter pedagògic: no sols hi ha exposats estris i materials diversos, sinó que s'hi fa paper segons el sistema artesanal, seguint tots els passos del procés productiu. Encara accepten encàrrecs per a edicions de luxe i per a gravats d'alta qualitat.

Quin producte més, el paper! l'escriptor Giovanni Papini deia que 
| « | tota la civilització està lligada a la matèria més fràgil que existeix: el paper...sense el qual restaria paralitzada la vida de la humanitat. | » |

Capellades se sent orgullosa de la seva indústria: el Museu Molí Paperer en dona testimoni.

### La indústria de la pell
A Igualada es produeix el 70% de les pells adobades de tot l'Estat espanyol. Aquest fet no es pot pas explicar per unes condicions naturals excepcionals: Igualada no té ni massa aigua (les adoberies en necessiten molta), ni pells, que en l'actualitat s'importen d'Àfrica, Amèrica i Europa central, ni tampoc els productes químics necessaris per al procés de preparació de la pell. Malgrat tot això, l'adoberia té a Igualada una antiquíssima tradició, que arrenca del segle xiv.
Les primeres notícies segures que es tenen són del 1340. Però no són pas las de d'una activitat incipient, sinó que la mostren ja com a molt important. Ja aleshores la indústria de la pell era una especialització de la comarca, i fins i tot s'exportava, especialment al nord d'Àfrica.
Durant l'època d'estancament de l'economia catalana, l'adoberia igualadina es manté. Els adobers estaven establerts dintre la població, tocant a les muralles, que eren llogades pel gremi per a servir com a assecadors.
El 1693 es reorganitza el gremi de blanquers, i la indústria de la pell entra en una fase de decidida expansió. Al llarg dels segles XVIII aquest creixement és constant i regular. Les adoberies surten del clos murallat i es comencen a establir a la vora del rec, entre la primitiva muralla i el riu. I així com la indústria tèxtil igualadina va veure's frenada per la mecanització i l'absència de ferrocarril, la indústria de la pell no coneixerà cap interrupció, almenys fins a la pèrdua dels mercats de Cuba i Filipines. Aquest fet s'explica perquè mantenia unes tècniques força tradicionals, i la mecanització no la va afectar. A més, li resultava fàcil trobar mà d'obra. El treball a les adoberies era temporer, s'hi treballava entre els mesos de setembre i maig. A l'estiu, els obrers treballaven al camp, a les terres que posseïen els mateixos patrons blanquers. Quan la crisi de la fil·loxera va acabar amb les vinyes de l'Anoia, encara va resultar més fàcil trobar mà d'obra barata entre els camperols arruïnats i desocupats, i essent més baixos els costos, la indústria de la pell va rebre encara una nova empenta.
Després de la Primera Guerra Mundial les adoberies inicien la seva modernització. Aquest procés significa la concentració d'adoberies: menys empreses, menys obrers, més maquinària i més producció. L'any 1926 marca la màxima esplendor de la indústria de la pell igualadina: 250 empreses i 3.000 treballadors. Una quarta part de la població vivia de l'adoberia. La principal especialitat, que venia ja del segle xviii si no abans, era la fabricació de soles de sabates. Igualada marcava la pauta del mercat espanyol en aquest camp. D'ençà d'aleshores, el procés de concentració ha continuat: el 1965 hi havia 83 empreses i 950 obrers.
El procés d'adoberia consta de tres grans apartats o seccions. En primer lloc la ribera: les pells seques o salades són posades en remull, i després privades del pèl. A continuació ve l'adob pròpiament dit: les pells reben un tractament, a base de productes químics d'origen vegetal o mineral, que les fa impermeables, impedeix que es podreixen i els proporciona el tacte, la resistència i altres característiques pròpies. Són greixades (enseuades), si cal, tenyides, i passen a l'assecador. I ja estan a punt per a la tercera i última fase, la de l'acabat, on reben les característiques finals que les faran adequades per a cada ús.
Tot aquest procés, antigament el feien dos oficis o gremis, els blanquers, que eren els que tractaven les pells amb les diferents substàncies químiques, i els assaonadors, que feien l'acabat final, des d'untar les pells amb sèu (enseuat), fins a tenyir-les, llustrar-les i deixar-les llestes per als sabaters, basters (fabricants de guarniments per a les cavalleries i els carros) i altres. També era possible que un sol artesà tingués cura de tot el procés.
L'antiquíssima, i continuada, tradició de les adoberies d'Igualada es reflecteix en l'existència de l'Escola Superior d'Adoberia i del Museu de la Pell d'Igualada.

## Consell Comarcal

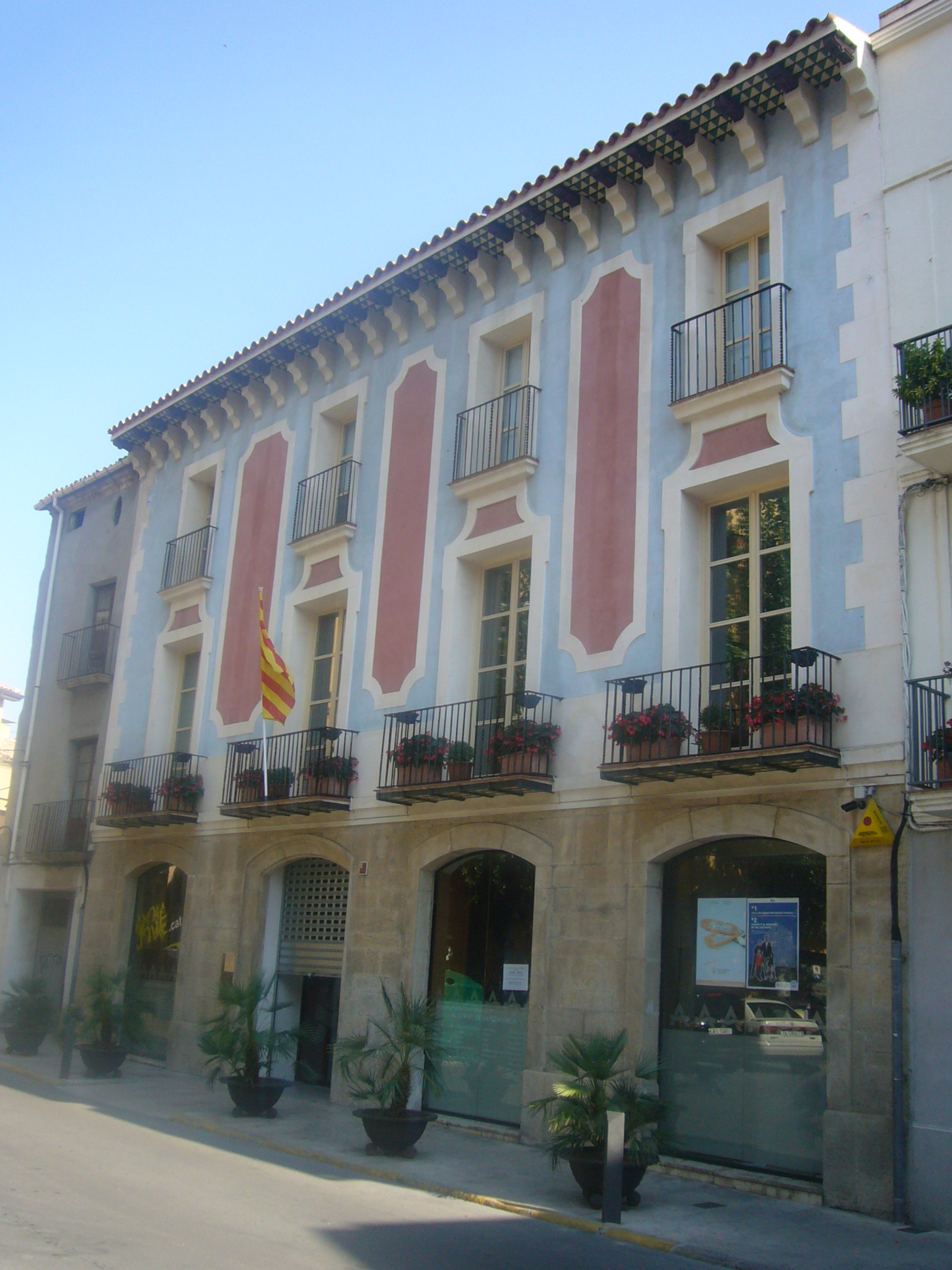
Casa Padró-Serrals, seu del Consell Comarcal de l'Anoia

Emblema del consell comarcal de l'Anoia

El Consell Comarcal de l'Anoia és una entitat formada per l'agrupació dels 33 municipis que pertanyen a l'Anoia. Es constituí l'any 1988, un any després de l'aprovació de la llei dels consells comarcals de Catalunya. Integrat inicialment per 25 consellers comarcals, des de l'any 2007 està integrat per 33 consellers que escullen el president del consell. Té la seu a la Casa Padró-Serrals, edifici barroc dels segles xvii i xviii, situat a la Plaça de Sant Miquel, 5, d'Igualada. L'edifici conserva un tram de la muralla medieval al seu interior i la façana va ser remodelada l'any 1904.
| Període     | President del Consell Comarcal de l'Anoia    | Distribució de consellers comarcals                                        |
| ----------- | -------------------------------------------- | -------------------------------------------------------------------------- |
| 1988-1991   | Manuel Miserachs i Codina (CiU)              | 12 de CiU, 8 del PSC, 4 d'independents, i 1 de FIC                         |
| 1991-1995   | Antoni de Solà i Pereta (Independents i PSC) | 12 de CiU, 9 del PSC, 4 d'independents                                     |
| 1995-1999   | Ramon Ferri i Pla (CiU)                      | 13 de CiU, 8 del PSC, 1 d'ERC, 1 d'ICV i 2 d'independents                  |
| 1999-2000   | Ramon Ferri i Pla (CiU)                      | 13 de CiU, 10 del PSC i 2 d'ERC                                            |
| 2000-2003   | Josep Miserachs i Nadal (CiU)                | 13 de CiU, 10 del PSC i 2 d'ERC                                            |
| 2003-2007   | Joan Vich i Adzet (PSC)                      | 10 del PSC-Coalició Progrés Municipal, 9 de CiU, 4 d'ERC, 1 de PP, 1 d'ICV |
| 2007-2009   | Xavier Boquete i Saiz (CiU)                  | 13 del PSC, 11 de CiU, 7 d'ERC, 1 d'ICV i 1 de PP                          |
| 2009-2011   | Marc Castells i Berzosa (CiU)                | 13 del PSC, 11 de CiU, 7 d'ERC, 1 d'ICV i 1 de PP                          |
| 2011-2015   | Xavier Boquete i Saiz (CiU)                  | 13 de CiU, 9 del PSC, 7 d'ERC, 2 de PP, 1 d'ICV, 1 de PxC                  |
| 2015-2019   | Xavier Boquete i Saiz (CiU)                  | 12 CiU, 10 ERC, 7 PSC, 1 ENTESA, 1 CUP, 1 PP i 1 Cs                        |
| 2019-2023   | Xavier Boquete i Saiz (JxCAT-JUNTS)          | 11 d'ERC, 10 JxCAT, 8 PSC-CP, 2 CUP, 1 Cs i 1 AM-LVDVDM                    |
| 2023-actual | Jordi Parcerisas i Valls (JxCAT-JUNTS)       | 10 JxCAT, 10 ERC, 9 PSC-CP, 2 CUP, 1 VOX i 1 AM-LVDVDM                     |

El Servei Comarcal de Català de l'Anoia va entrar en funcionament l'1 de març de 1993 i forma part del Consorci per a la Normalització Lingüística. Forma part del Centre per a la Normalització Lingüística Montserrat, juntament amb els serveis comarcals del Bages, el Berguedà i la Cerdanya, i els serveis locals de català d'Igualada, Manresa i Berga. El CNL Montserrat té la seu a Manresa. Per commemorar el 750è aniversari del naixement de Ramon Muntaner va organitzar una Jornada de Llengua i Migració de l'Anoia que es va organitzar el setembre del 2015 i a la Ràdio Nova de Vilanova del Camí, març 2015